# Leichtathletik-Europameisterschaften 2018/Marathon der Frauen

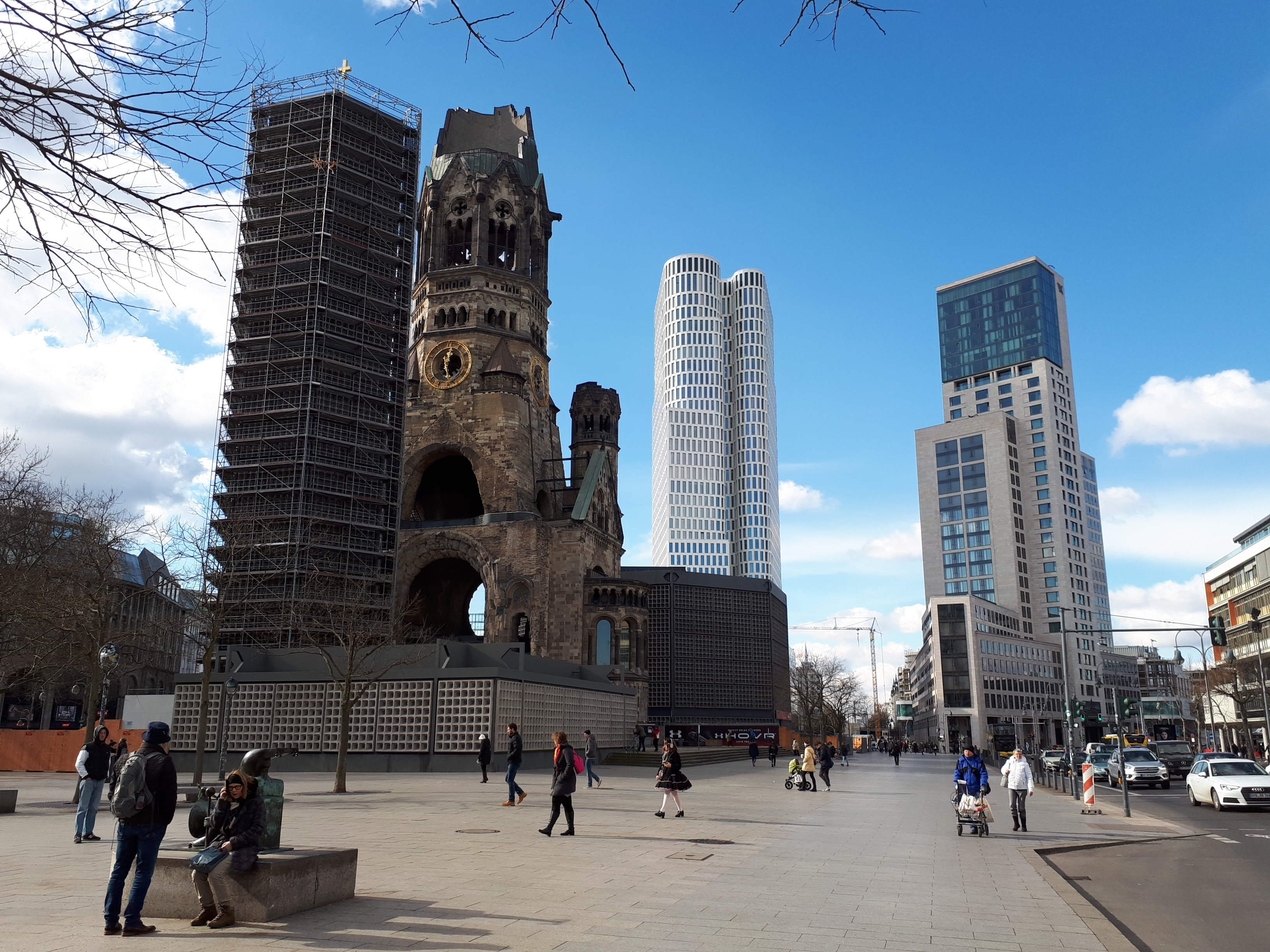
Breitscheidplatz an der Kaiser-Wilhelm-Gedächtniskirche,
Start und Ziel des Rennens

Der Marathonlauf der Frauen bei den Leichtathletik-Europameisterschaften 2018 fand am 12. August in der deutschen Hauptstadt Berlin statt. Neben der Einzelwertung gab es auch eine Mannschaftswertung, den sogenannten Marathon Cup, mit den jeweils besten drei Läuferinnen je Land, deren Zeiten addiert wurden. Dieser Marathon Cup wurde zum zweiten Mal ausgetragen, wurde in der offiziellen Medaillenwertung jedoch nicht mitgezählt.
Europameisterin wurde die Belarussin Wolha Masuronak. Sie gewann vor der Französin Clémence Calvin. Den dritten Platz belegte die Tschechin Eva Vrabcová-Nývltová.
Den Marathon Cup gewann Belarus mit Wolha Masuronak, Maryna Damanzewitsch und Nastassja Iwanowa. Italien – Sara Dossena, Catherine Bertone, Fatna Maraoui – gewann die Silbermedaille. Bronze ging an Spanien – Trihas Gebre, Nina Sawina, Elena Loyo.

## Strecke
Das Rennen wurde in der Berliner Innenstadt auf einem Rundkurs ausgetragen. Eine Runde betrug zehn Kilometer, in der letzten Runde kam noch eine weitere Zusatzschleife hinzu – ein Teilabschnitt der Straße des 17. Juni zwischen dem Großen Stern und dem Brandenburger Tor.
Start und Ziel des Laufs lagen an der Kaiser-Wilhelm-Gedächtniskirche auf dem Breitscheidplatz. Es wurden Sehenswürdigkeiten passiert wie der Große Tiergarten, die Berliner Siegessäule, das Schloss Bellevue, das Haus der Kulturen der Welt, das Reichstagsgebäude, das Sowjetische Ehrenmal im Tiergarten, das Brandenburger Tor, der Pariser Platz, das Denkmal für die ermordeten Juden Europas, der Potsdamer Platz, die Neue Nationalgalerie, das Bauhaus-Archiv sowie der Kurfürstendamm und die Tauentzienstraße. Die Strecke verlief durch die Ortsteile Charlottenburg, Tiergarten und Mitte.
Verpflegungsstationen waren am Reichpietschufer und am Schloss Bellevue. Wasser und Schwämme wurden am Olof-Palme-Platz, am Sowjetischen Ehrenmal im Tiergarten sowie in der Zusatzschleife verteilt. Duschen gab es am Sowjetischen Ehrenmal im Tiergarten und in der Tauentzienstraße.

## Rekorde

### Bestehende Rekorde
| Weltrekord           | 2:15:25 h | Paula Radcliffe   | London-Marathon, Großbritannien | 13. April 2003  |
| Europarekord         | 2:15:25 h | Paula Radcliffe   | London-Marathon, Großbritannien | 13. April 2003  |
| Meisterschaftsrekord | 2:25:14 h | Christelle Daunay | EM Zürich, Schweiz              | 16. August 2014 |

Der bestehende EM-Rekord wurde bei diesen Europameisterschaften nicht erreicht. Mit ihrer Siegzeit von 2:26:22 h blieb Europameisterin Wolha Masuronak aus Belarus 1:08 min über dem Rekord. Zum Welt- und Europarekord fehlten ihr 10:57 min.

### Rekordverbesserung, Einzelwertung
Im Rennen am 12. August wurde ein neuer Landesrekord aufgestellt.

2:26:31 h – Eva Vrabcová-Nývltová, Tschechien

### Meisterschaftsrekord Marathon Cup
| Bestehender Rekord | Italien (Valeria Straneo – 2:25:27 h, Anna Incerti – 2:29:58 h, Nadia Ejjafini – 2:32:34 h)            | 7:27:59 h | EM Zürich, Schweiz     | 16. August 2014 |
| Rekordverbesserung | Belarus (Wolha Masuronak – 2:26:22 h, Maryna Damanzewitsch – 2:27:44 h, Nastassja Iwanowa – 2:27:49 h) | 7:21:54 h | EM Berlin, Deutschland | 12. August 2018 |

## Legende
Kurze Übersicht zur Bedeutung der Symbolik – so üblicherweise auch in sonstigen Veröffentlichungen verwendet:
| CR  | Championshiprekord                       |
| NR  | Nationaler Rekord                        |
| PB  | Persönliche Bestleistung                 |
| SB  | Persönliche Jahresbestleistung           |
| DNF | Wettkampf nicht beendet (did not finish) |
| DNS | nicht am Start (did not start)           |

## Ergebnis

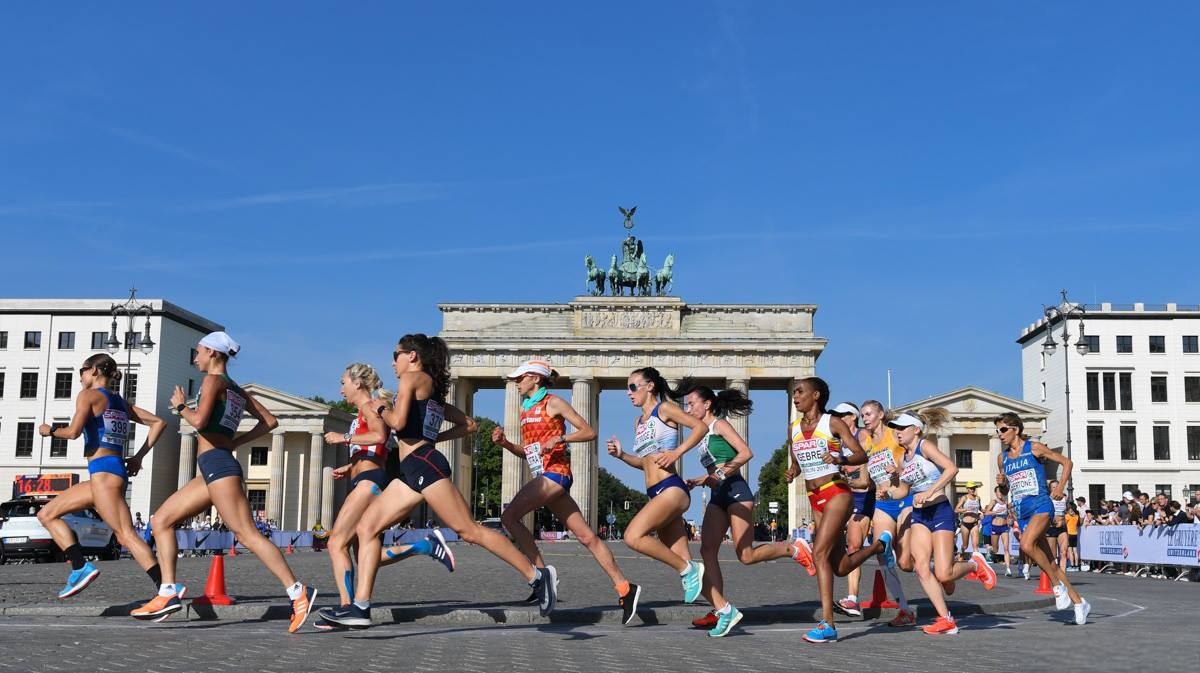
Die Läuferinnen vor dem Brandenburger Tor

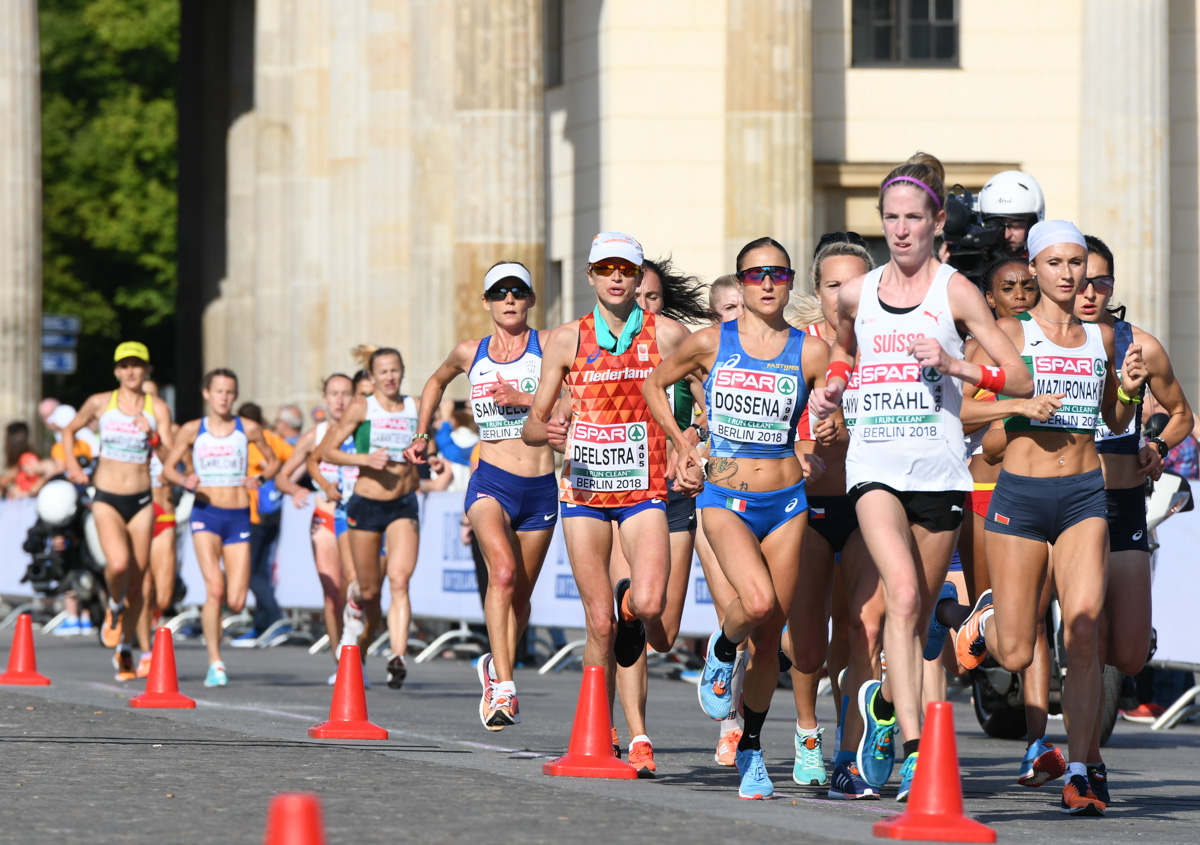
Die Marathonläuferinnen im Herzen Berlins

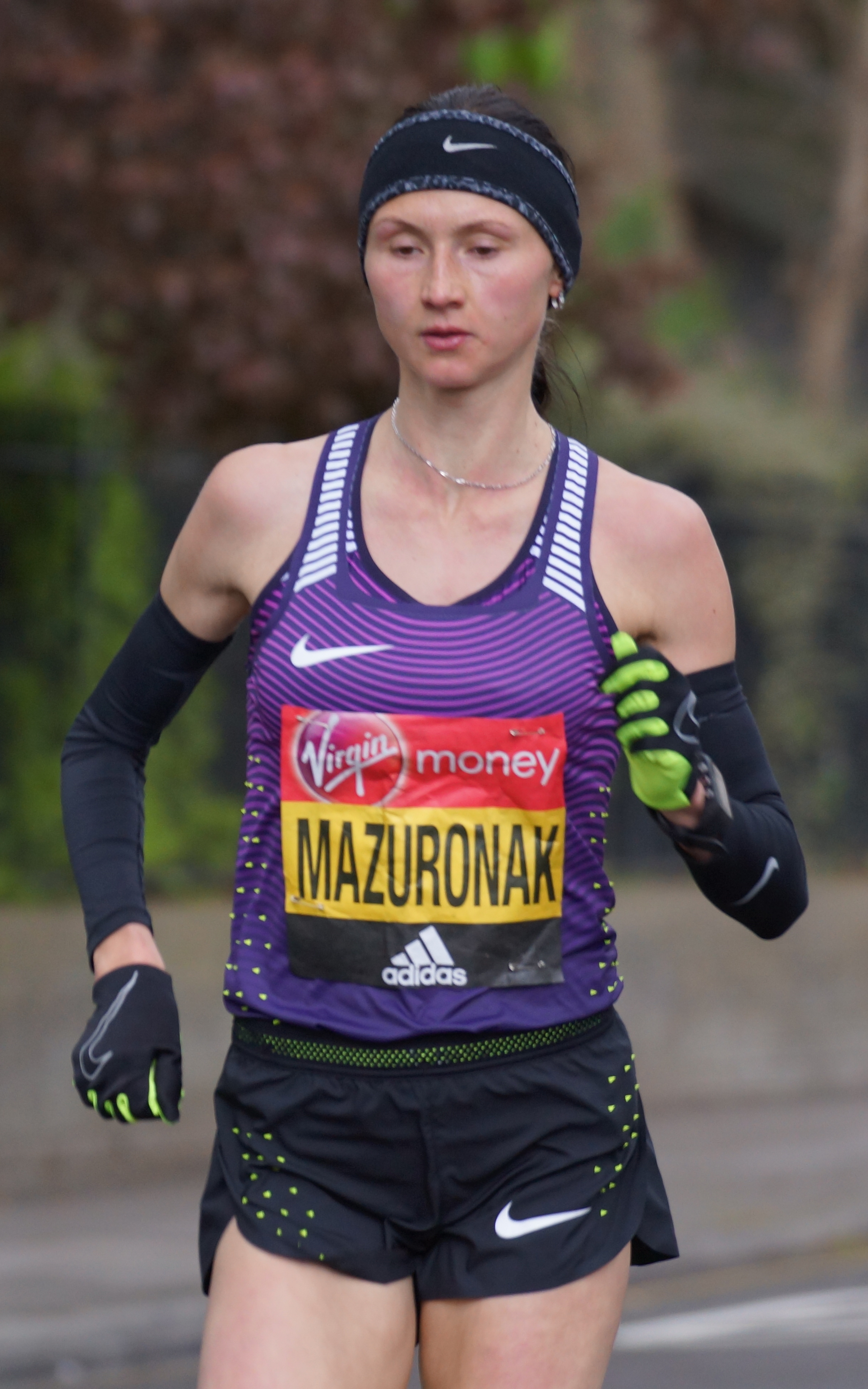
Europameisterin Wolha Masuronak

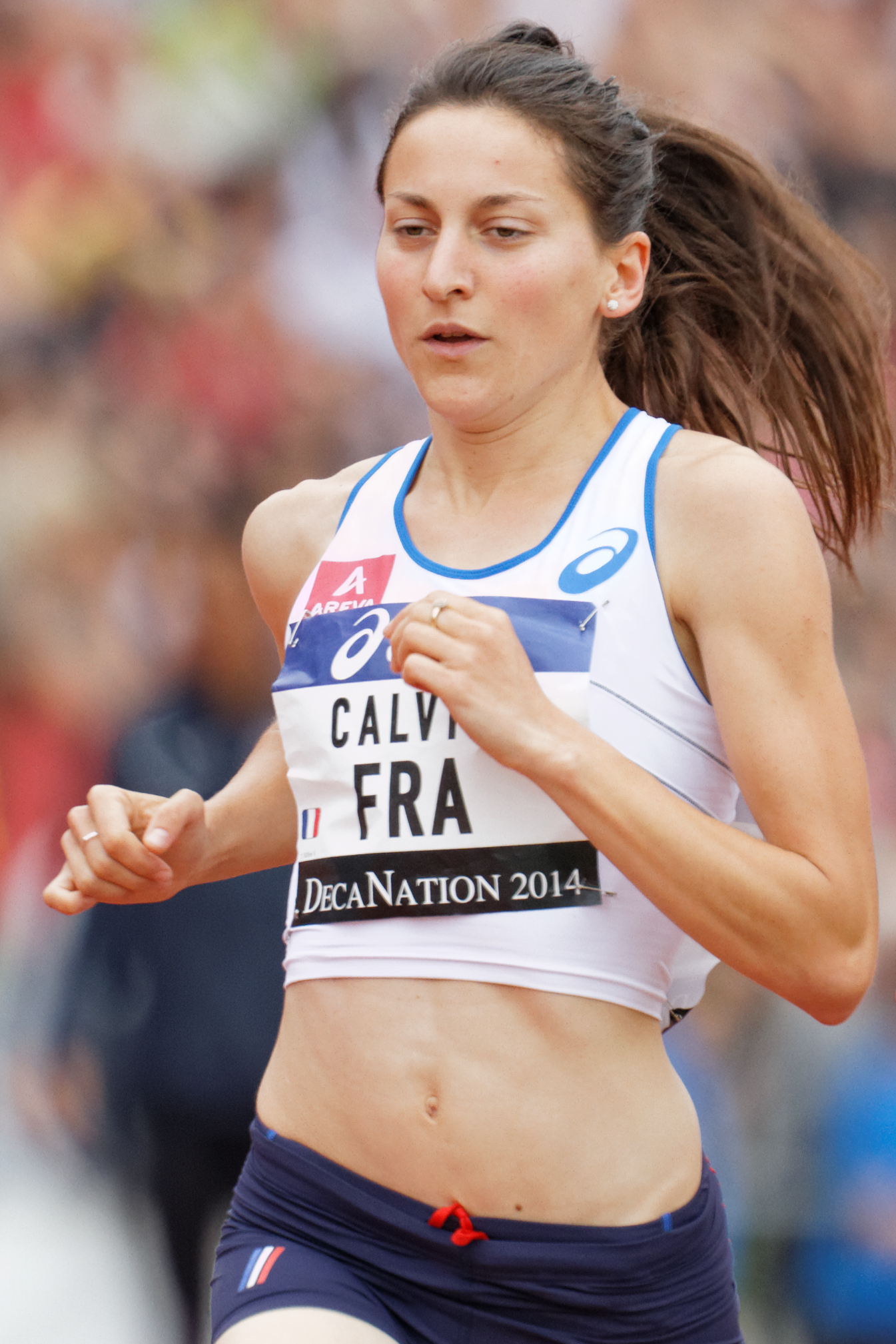
Vizeeuropameisterin Clémence Calvin

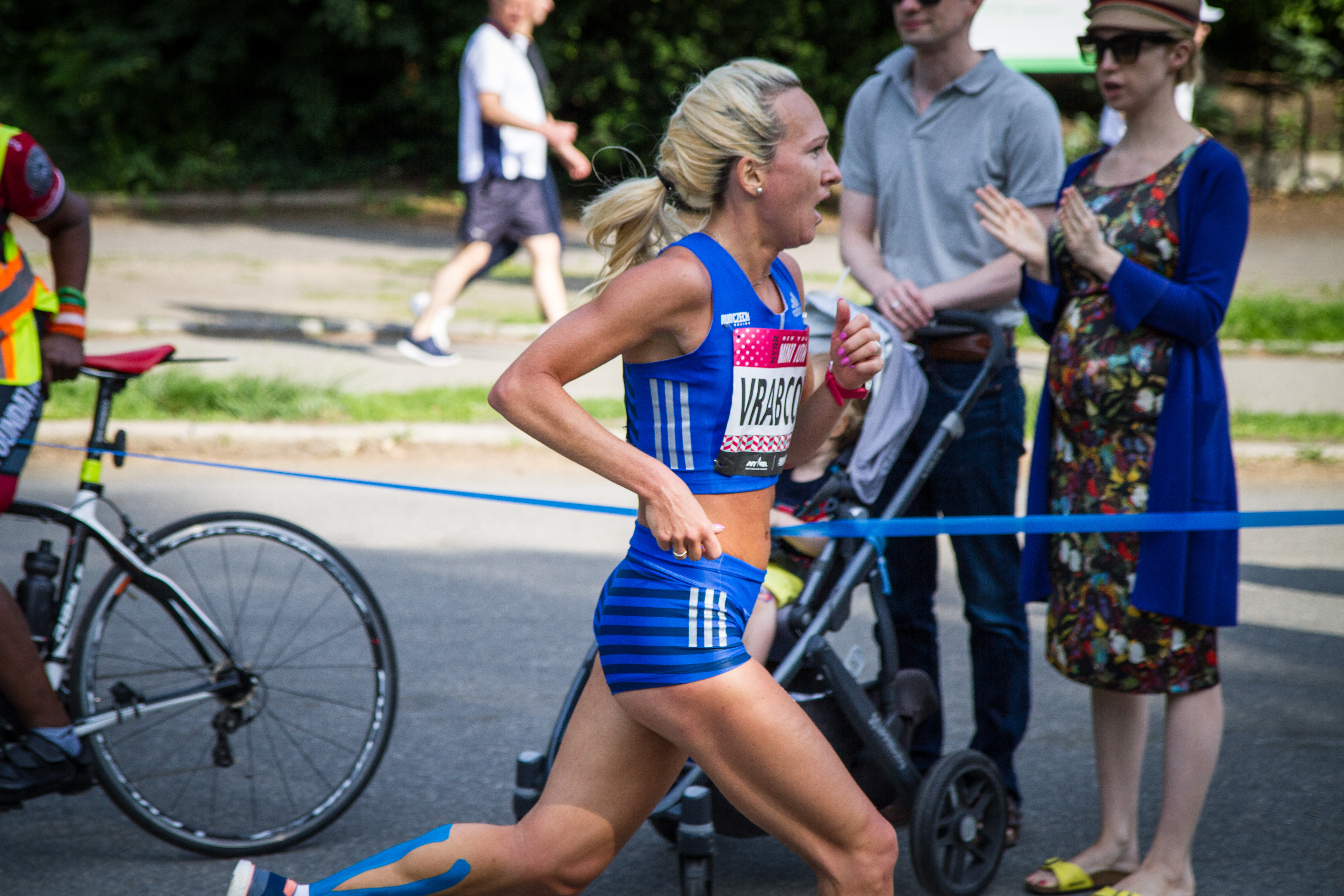
Bronzemedaillengewinnerin Eva Vrabcová-Nývltová

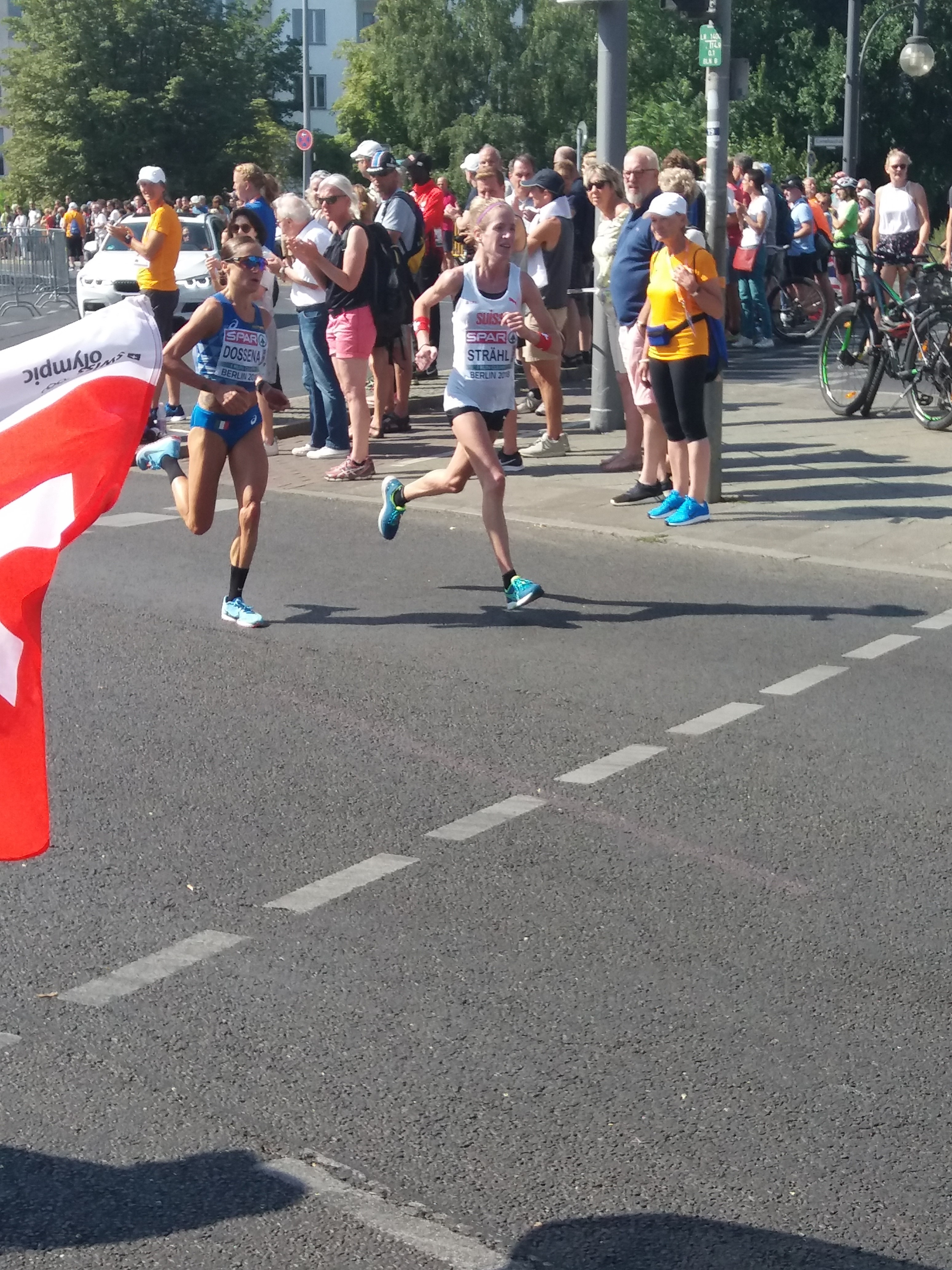
Sara Dossena (links) – Rang sechs und Martina Strähl – Rang sieben

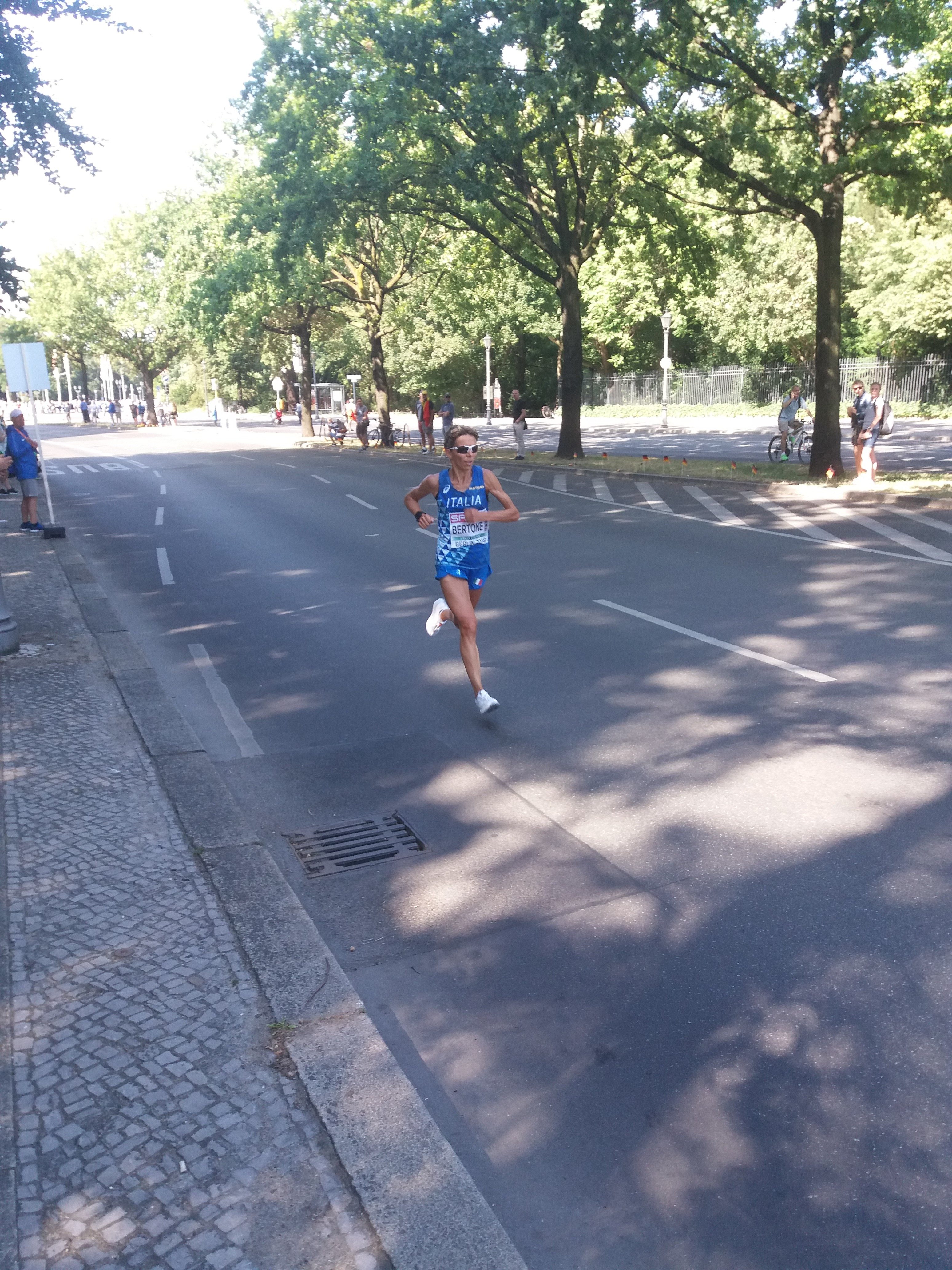
Catherine Bertone – Rang acht

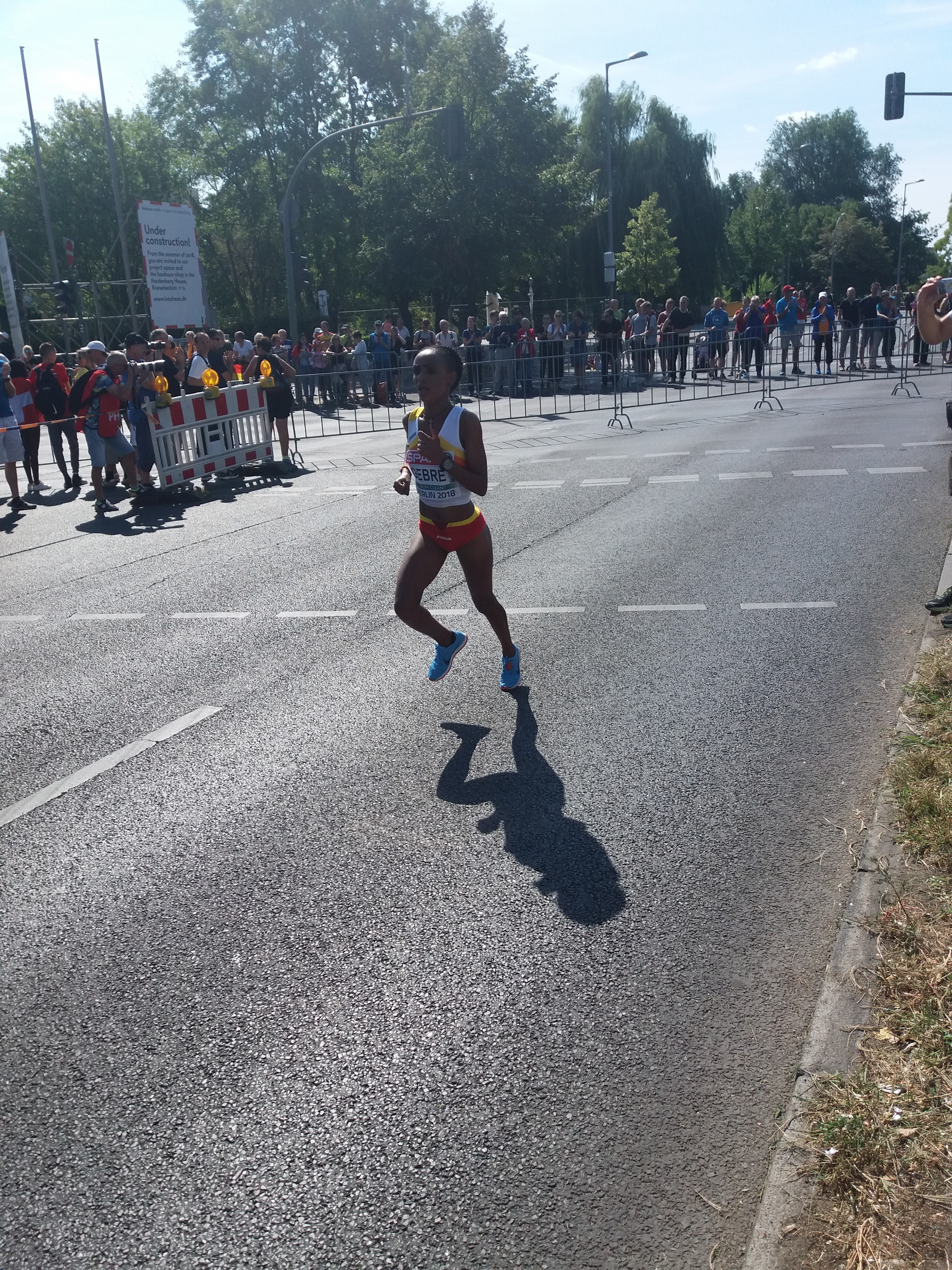
Trihas Gebre – Rang neun

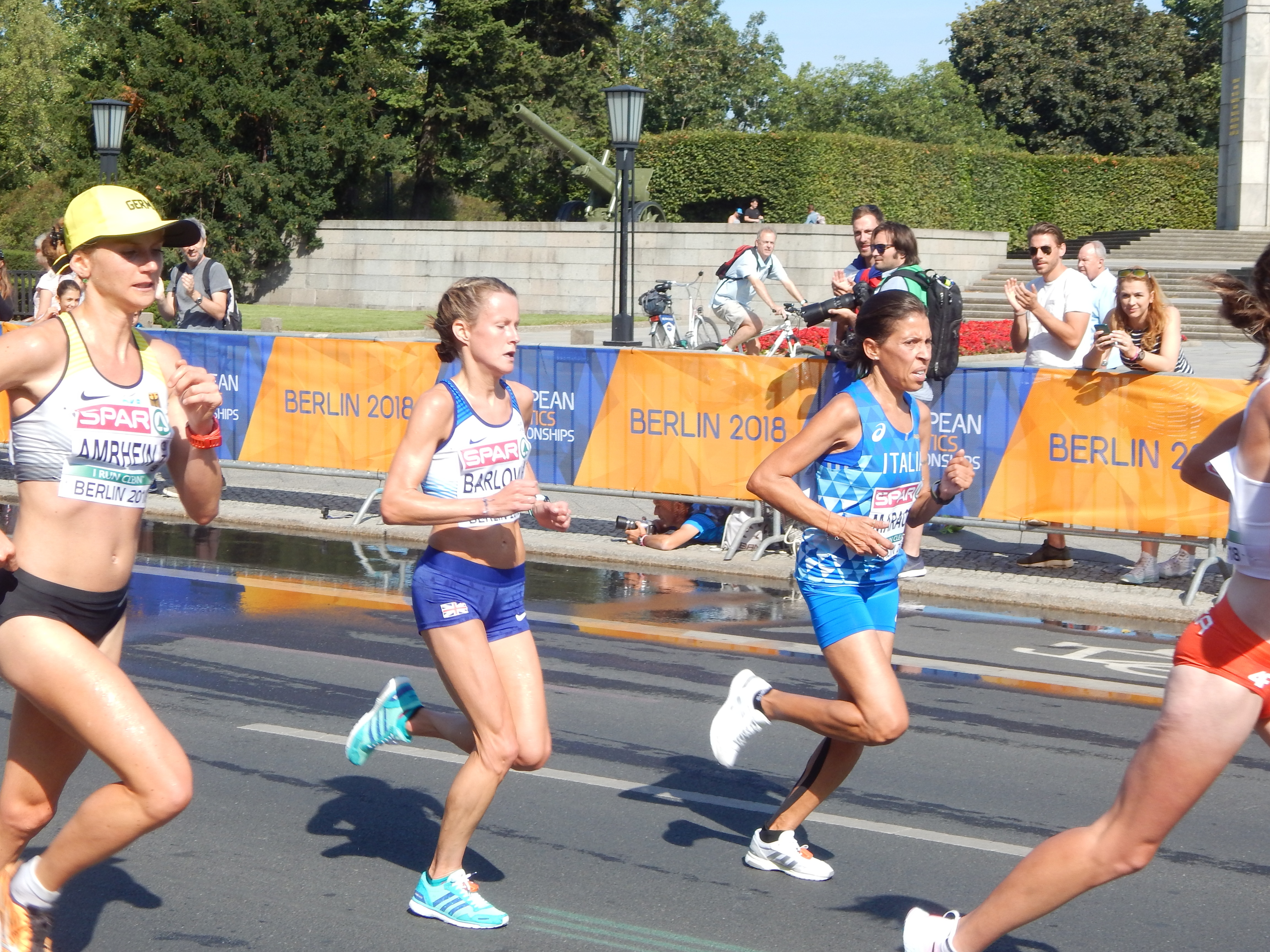
Fabienne Amrhein (links) – Rang elf / Tracy Barlow (Mitte) – Rang fünfzehn / Fatna Maraoui (rechts) – Rang vierzehn

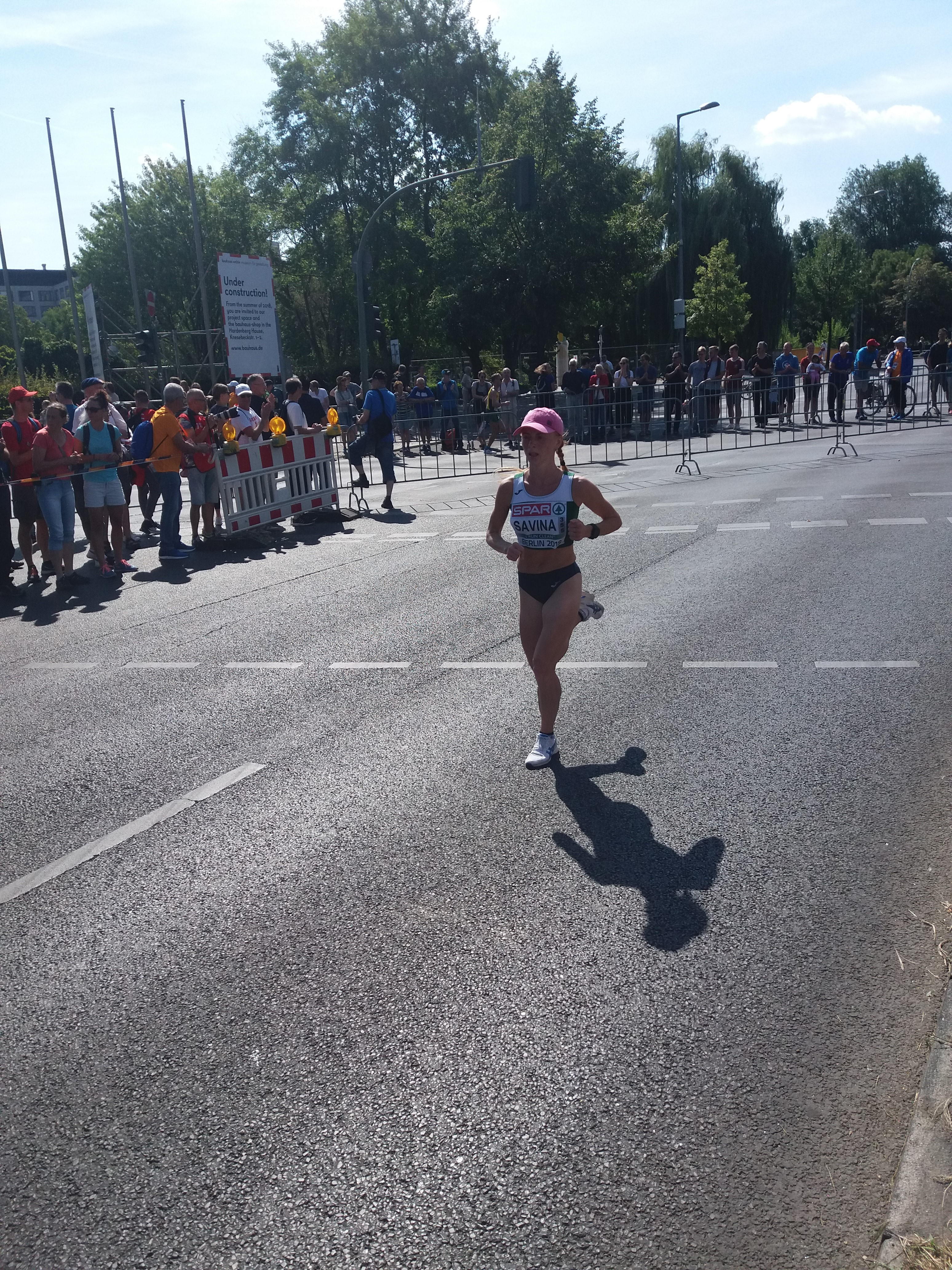
Nina Sawina – Rang zwölf

12. August 2018, 9:05 Uhr MESZ
| Platz | Athletin               | Land           | Zeit (h)   |
| ----- | ---------------------- | -------------- | ---------- |
|       | Wolha Masuronak        | Belarus        | 2:26:22    |
|       | Clémence Calvin        | Frankreich     | 2:26:28    |
|       | Eva Vrabcová-Nývltová  | Tschechien     | 2:26:31 NR |
| 4     | Maryna Damanzewitsch   | Belarus        | 2:27:44 PB |
| 5     | Nastassja Iwanowa      | Belarus        | 2:27:49 SB |
| 6     | Sara Dossena           | Italien        | 2:27:53 PB |
| 7     | Martina Strähl         | Schweiz        | 2:28:07 PB |
| 8     | Catherine Bertone      | Italien        | 2:30:06    |
| 9     | Trihas Gebre           | Spanien        | 2:32:13    |
| 10    | Izabela Trzaskalska    | Polen          | 2:33:43    |
| 11    | Fabienne Amrhein       | Deutschland    | 2:33:44 PB |
| 12    | Nina Sawina            | Belarus        | 2:33:50    |
| 13    | María Azucena Díaz     | Spanien        | 2:34:00    |
| 14    | Fatna Maraoui          | Italien        | 2:34:48    |
| 15    | Tracy Barlow           | Großbritannien | 2:35:00    |
| 16    | Katharina Heinig       | Deutschland    | 2:35:00    |
| 17    | Mikaela Larsson        | Schweden       | 2:35:06 PB |
| 18    | Ruth van der Meijden   | Niederlande    | 2:35:44    |
| 19    | Olha Kotowska          | Ukraine        | 2:35:56    |
| 20    | Bojana Bjeljac         | Kroatien       | 2:37:31 PB |
| 21    | Sonia Samuels          | Großbritannien | 2:37:36    |
| 22    | Hanna Lindholm         | Schweden       | 2:37:44    |
| 23    | Elena Loyo             | Spanien        | 2:37:54    |
| 24    | Marta Galimany         | Spanien        | 2:38:25    |
| 25    | Darja Mychajlowa       | Ukraine        | 2:38:30 SB |
| 26    | Gloria Priviletzio     | Griechenland   | 2:38:39 PB |
| 27    | Milda Eimontė          | Litauen        | 2:38:58    |
| 28    | Laura Hrebec           | Schweiz        | 2:39:03 PB |
| 29    | Lizzie Lee             | Irland         | 2:40:12    |
| 30    | Caryl Jones            | Großbritannien | 2:40:41 SB |
| 31    | Breege Connolly        | Irland         | 2:41:53    |
| 32    | Malin Starfelt         | Schweden       | 2:42:32    |
| 33    | Gladys Ganiel O’Neill  | Irland         | 2:42:42    |
| 34    | Nikolina Šustić        | Kroatien       | 2:42:44 PB |
| 35    | Tubay Erdal            | Türkei         | 2:43:10    |
| 36    | Ourania Rembouli       | Griechenland   | 2:44:32    |
| 37    | Ümmü Kiraz             | Türkei         | 2:45:28    |
| 38    | Wjera Owtscharuk       | Ukraine        | 2:46:45 SB |
| 39    | Karoline Moen Guidon   | Schweiz        | 2:46:56    |
| 40    | Fanni Gyurkó           | Ungarn         | 2:47:20    |
| 41    | Nikolina Stepan        | Kroatien       | 2:47:55    |
| 42    | Paula Todoran          | Rumänien       | 2:47:58    |
| 43    | Vaida Žūsinaitė        | Litauen        | 2:50:49    |
| 44    | Elif Dağdelen          | Türkei         | 2:50:59    |
| 45    | Matea Matošević        | Kroatien       | 2:56:29    |
| 46    | Laura Gotti            | Italien        | 3:34:13    |
| DNF   | Iryna Somawa           | Belarus        |            |
| DNF   | Wiktorija Chapilina    | Ukraine        |            |
| DNF   | Clara Simal            | Spanien        |            |
| DNF   | Lily Partridge         | Großbritannien |            |
| DNF   | Cecilia Norrbom        | Schweden       |            |
| DNF   | Andrea Deelstra        | Niederlande    |            |
| DNF   | Ilona Marhele          | Lettland       |            |
| DNF   | Laura Hottenrott       | Deutschland    |            |
| DNF   | Charlotte Purdue       | Großbritannien |            |
| DNS   | Sonia Tsekini-Boudouri | Griechenland   |            |

### Mannschaftswertung, Marathon Cup
In die Wertung kamen die jeweils drei besten Läuferinnen eines Landes, deren Zeiten addiert wurden und so zum Resultat führten. Der Wettbewerb wurde in der offiziellen Medaillenwertung jedoch nicht mitgezählt.
| Platz | Land           | Athletinnen                                                                                               | Zeit (h)                           |
| ----- | -------------- | --- | ---------------------------------- |
|       | Belarus        | - Wolha Masuronak – 2:26:22 (1.) - Maryna Damanzewitsch – 2:27:44 (4.) - Nastassja Iwanowa – 2:27:49 (5.) | 007:21:54 CR                       |
|       | Italien        | - Sara Dossena – 2:27:53 (6.) - Catherine Bertone – 2:30:06 (8.) - Fatna Maraoui – 2:34:48 (14.)          | 007:32:46                          |
|       | Spanien        | - Trihas Gebre – 2:32:13 - Nina Sawina – 2:34:00 - Elena Loyo – 2:37:54                                   | 007:44:06                          |
| 4     | Großbritannien | - Tracy Barlow – 2:35:00 (15.) - Sonia Samuels – 2:37:36 (21.) - Caryl Jones – 2:40:41 (30.)              | 007:53:16                          |
| 5     | Schweiz        | - Martina Strähl – 2:28:07 (7.) - Laura Hrebec – 2:39:03 (28.) - Karoline Moen Guidon – 2:46:56 (39.)     | 007:54:04                          |
| 6     | Schweden       | - Mikaela Larsson – 2:45:06 (17.) - Hanna Lindholm – 2:37:44 (22.) - Malin Starfelt – 2:42:32 (32.)       | 007:55:21                          |
| 7     | Ukraine        | - Olha Kotowska – 2:35:56 (19.) - Darja Mychajlowa – 2:38:30 (25.) - Wjera Owtscharuk – 2:46:56 (38.)     | 008:01:10                          |
| 8     | Irland         | - Lizzie Lee – 2:40:29 (29.) - Breege Connolly – 2:41:53 (31.) - Gladys Ganiel O’Neill – 2:42:42 (33.)    | 008:04:46                          |
| 9     | Kroatien       | - Bojana Bjeljac – 2:37:31 (20.) - Nikolina Šustić – 2:42:44 (34.) - Nikolina Stepan – 2:47:55 (41.)      | 008:08:09                          |
| 10    | Türkei         | - Tubay Erdal – 2:43:10 (35.) - Ümmü Kiraz – 2:45:28 (37.) - Elif Dağdelen – 2:50:59 (44.)                | 008:19:35                          |
| DNF   | Deutschland    | - Fabienne Amrhein – 2:33:44 (11.) - Katharina Heinig – 2:35:00 (16.) - Laura Hottenrott – DNF            | nur zwei Teilneh- merinnen im Ziel |
| DNS   | Griechenland   | - Gloria Priviletzio – 2:38:39 (26.) - Ourania Rembouli – 2:44:32 (36.) - Sonia Tsekini-Boudouri – DNS    |                                    |

| Zwischenzeiten      | Zwischenzeiten | Zwischenzeiten | Zwischenzeiten |
| Zwischenzeit- Marke | Zwischenzeit   | Führende | 5-km-Zeit      |
| ------------------- | -------------- | --- | -------------- |
| 05 km               | 17:31 min      | Clémence Calvin mit 13köpfiger Spitzengruppe                                                                           | 17:38 min      |
| 10 km               | 35:12 min      | Clémence Calvin mit 9köpfiger Spitzengruppe                                                                            | 17:41 min      |
| 15 km               | 52:26 min      | Catherine Bertone mit 8köpfiger Spitzengruppe                                                                          | 17:12 min      |
| 20 km               | 1:10:09 h00    | Maryna Damanzewitsch mit 10köpfiger Spitzengruppe                                                                      | 17:21 min      |
| 25 km               | 1:27:12 h00    | Masuronak, Vrabcová-Nývltová, Calvin / Damanzewitsch, Iwanowa, Dossena, Strähl, Gebre 3 s zurück                       | 17:03 min      |
| 30 km               | 1:44:35 h00    | Calvin, Masuronak, Vrabcová-Nývltová, Damanzewitsch / Iwanowa 8 s zurück / Dossena, Strähl 13 s zurück                 | 17:23 min      |
| 35 km               | 2:01:42 h00    | Calvin, Masuronak, Vrabcová-Nývltová / Damanzewitsch 14 s zur. / Iwanowa, Dossena, Strähl 33 s zur.                    | 17:07 min      |
| 40 km               | 2:19:03 h00    | Masuronak, Calvin, Vrabcová-Nývltová / Damanzewitsch 44 s zur. / Dossena 1:04 min zur. / Iwanowa, Strähl 1:10 min zur. | 17:21 min      |

In den Marathonrennen auf Weltniveau hatten europäische Läuferinnen in den letzten Jahren mit zwei Ausnahmen keine große Rolle spielen können. Die russische Olympiadritte von 2012 Tatjana Petrowa war hier in Berlin nicht dabei. Zu den Favoritinnen gehörte aber die Siebte des Olympischen Marathons von 2012 und Vizeweltmeisterin von 2013 Valeria Straneo. Sie war auch Vizeeuropameisterin von 2014.
Mit Zeiten von etwas mehr als siebzehneinhalb Minuten für die ersten beiden fünf-Kilometer-Abschnitte war das Rennen einigermaßen zügig, aber nicht besonders schnell. Dennoch setzte sich schon nach fünftausend Metern eine dreizehnköpfige Führungsgruppe mit der Französin Clémence Calvin an der Spitze leicht ab. Die Gruppe wurde nach und nach etwas kleiner, die Abstände zu den nächsten Verfolgerinnen waren allerdings gering. Nach zwanzig Kilometern führte die Belarussin Maryna Damanzewitsch eine zehnköpfige Spitzengruppe an. Auf den nächsten fünf Kilometern setzten sich mit der Belarussin Wolha Masuronak, der Tschechin Eva Vrabcová-Nývltová und Calvin dann drei Läuferinnen leicht ab. Masuronak hatte schon früh im Rennen mit Nasenbluten zu kämpfen. Offensichtlich war eine kleine Ader geplatzt bzw. aufgegangen, sie war ständig damit beschäftigt, das Blut per Hand abzuwischen. Mit drei Sekunden Rückstand folgten die beiden Belarussinnen Damanzewitsch und Nastassja Iwanowa, die Italienerin Sara Dossena, die Schweizerin Martina Strähl sowie die Spanierin Trihas Gebre. Damanzewitsch schloss im weiteren Verlauf wieder zu den drei Führenden auf. Dahinter folgte nun Iwanowa mit knapp zehn Sekunden Rückstand. Dossena und Strähl lagen drei weitere Sekunden zurück, während Gebre den Anschluss mehr und mehr verlor.
Bei Kilometer 35 waren Calvin, Masuronak und Vrabcová-Nývltová wieder zu dritt an der Spitze. Damanzewitsch lief jetzt alleine bei einem Rückstand von vierzehn Sekunden. Dahinter hatten sich Iwanowa, Dossena und Strähl zu einer Dreier-Verfolgergruppe zusammengefunden, die nur 33 Sekunden Abstand zu den drei Führenden hatte. Diese Konstellation änderte sich auf den nächsten Kilometern nur wenig. Mit Masuronak an der Spitze blieb die Führungsgruppe noch länger zusammen. Allerdings vergrößerten sie ihren Vorsprung stetig, sodass sie die Medaillen unter sich ausmachen würden. Damanzewitsch war weiterhin alleinige Vierte, während Dossena sich aus ihrer Gruppe lösen konnte und einige Sekunden Vorsprung vor Iwanowa und Strähl herausarbeitete.
Die Entscheidung fiel erst zum Ende dieses Rennens. Europameisterin wurde Wolha Masuronak, nachdem sie sich auf dem Schlussabschnitt gegen ihre beiden Mitstreiterinnen hatte durchsetzen können. Sie gewann mit sechs Sekunden Vorsprung vor Clémence Calvin. Drei weitere Sekunden dahinter errang Eva Vrabcová-Nývltová die Bronzemedaille, die mit ihrer Laufzeit einen neuen tschechischen Landesrekord aufstellte. Die nächsten Läuferinnen kamen mit etwas mehr als einer Minute Rückstand ins Ziel. Maryna Damanzewitsch wurde Vierte, fünf Sekunden hinter ihr belegte Nastassja Iwanowa Rang fünf. Nur vier weitere Sekunden zurück folgte Sara Dossena als Sechste vor Martina Strähl, der Italienerin Catherine Bertone und Trihas Gebre.
Die Mannschaftswertung gewann Weißrussland. Mit Wolha Masuronak als Siegerin, Maryna Damanzewitsch als Vierter und Nastassja Iwanowa als Fünfter kamen gleich drei der besten fünf Läuferinnen aus Weißrussland. Mit ihrer Zeit von 7:21:54 h war das Team um mehr als sechs Minuten schneller als die italienischen Siegerinnen bei der ersten Austragung des Marathon-Cups vor vier Jahren in Zürich. Zweiter wurde Italien mit Sara Dossena – Platz sechs, Catherine Bertone – Platz acht und Fatna Maraoui – Platz vierzehn. Spanien gewann Bronze mit Trihas Gebre – Platz neun, Nina Sawina – Platz dreizehn – und Elena Loyo – Platz 23.

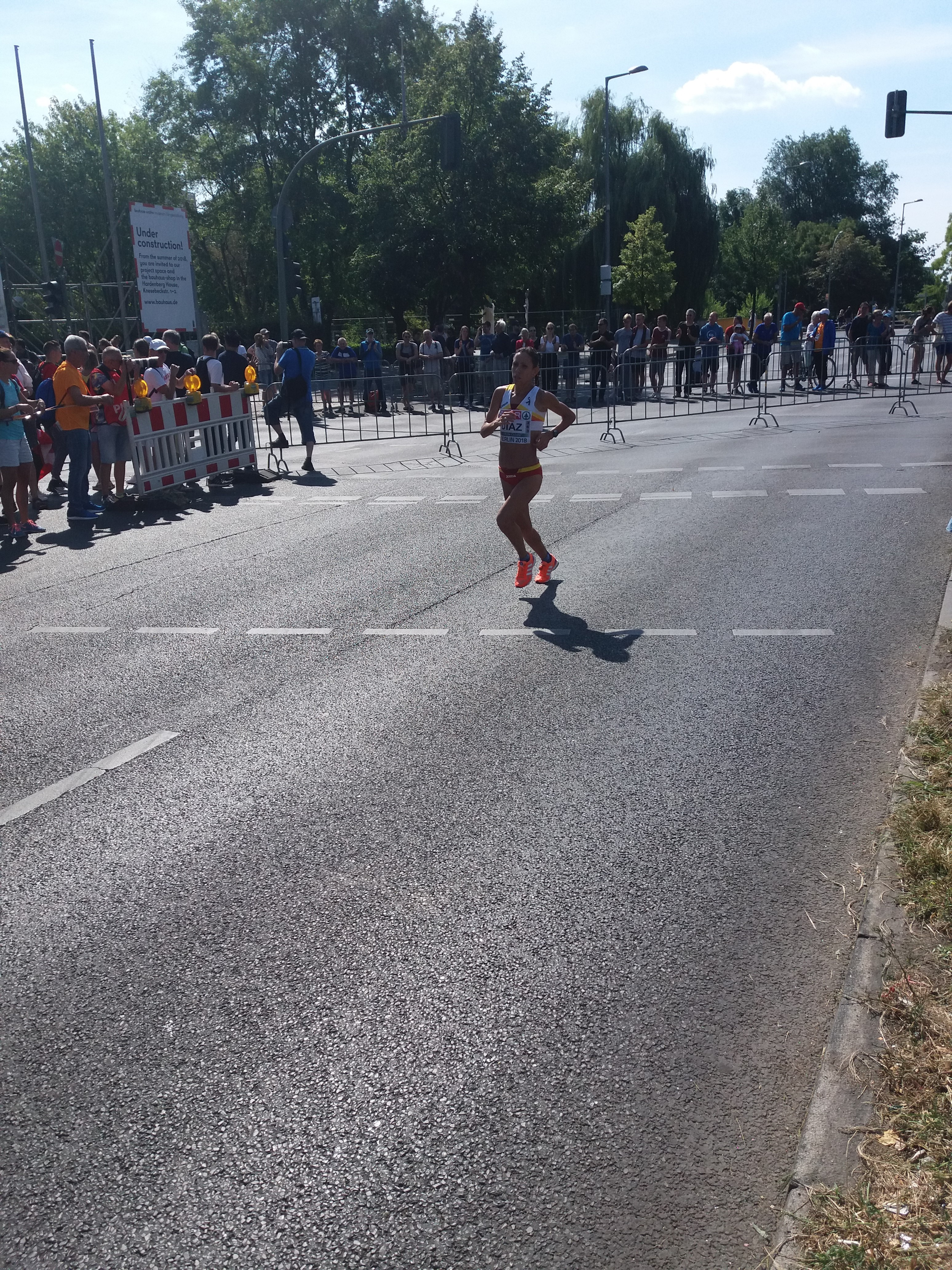
María Azucena Díaz – Rang dreizehn
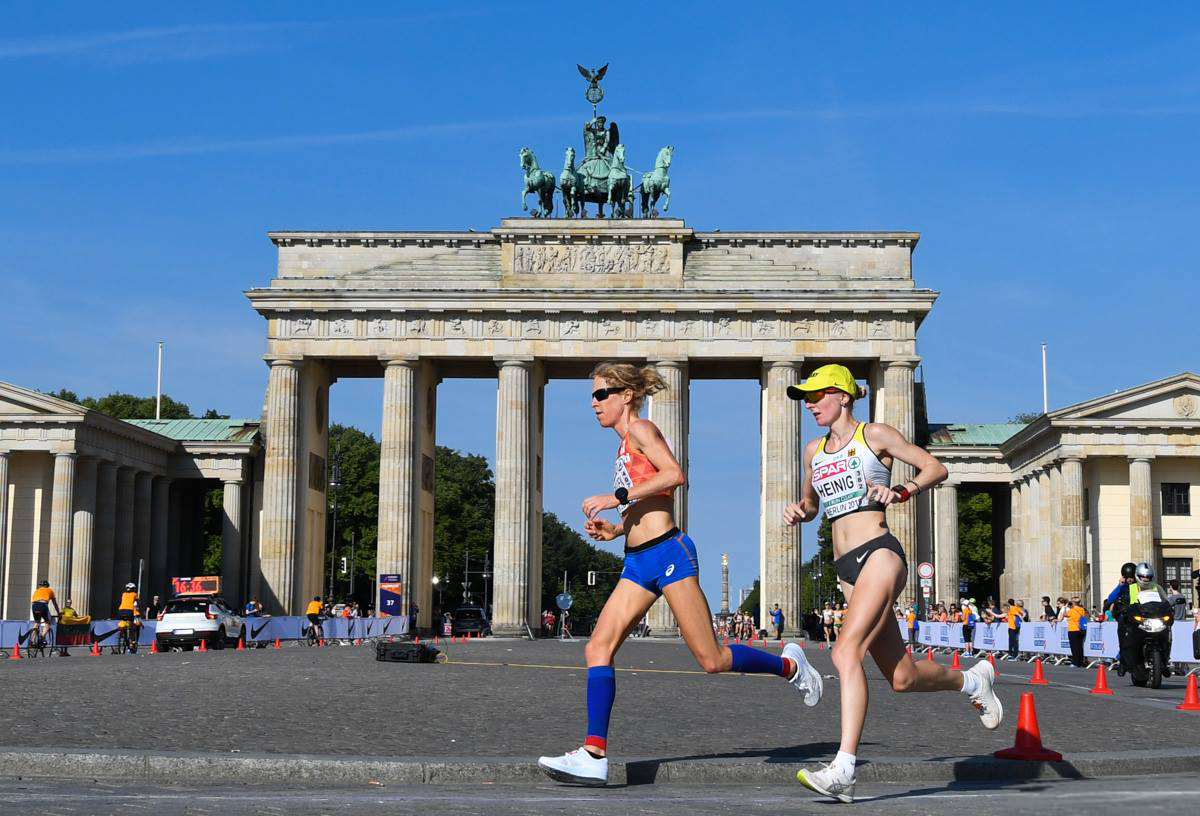
Katharina Heinig (rechts) – Rang sechzehn / Ruth van der Meijden (links), Niederlande – Rang achtzehn
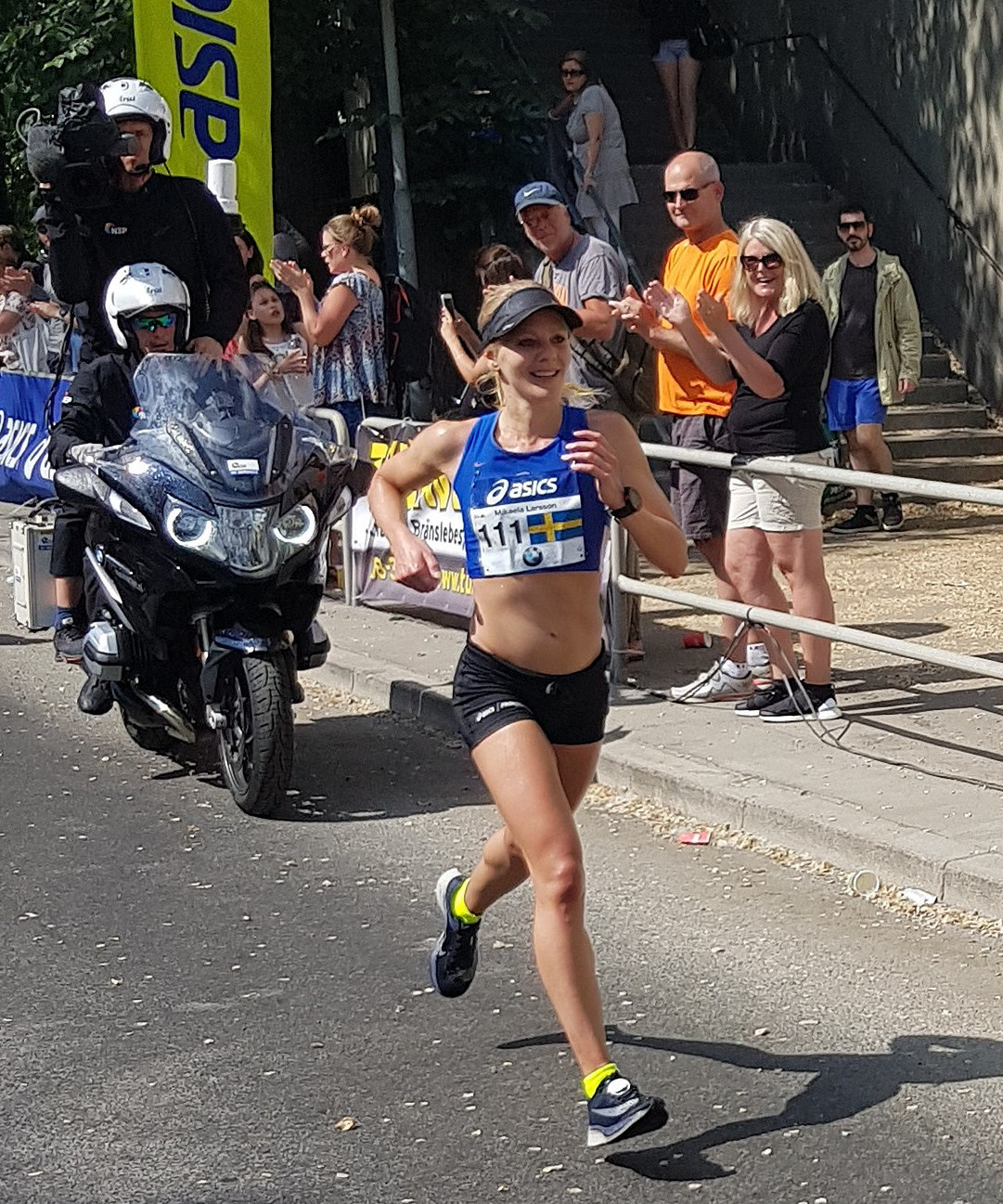
Mikaela Larsson – Rang siebzehn
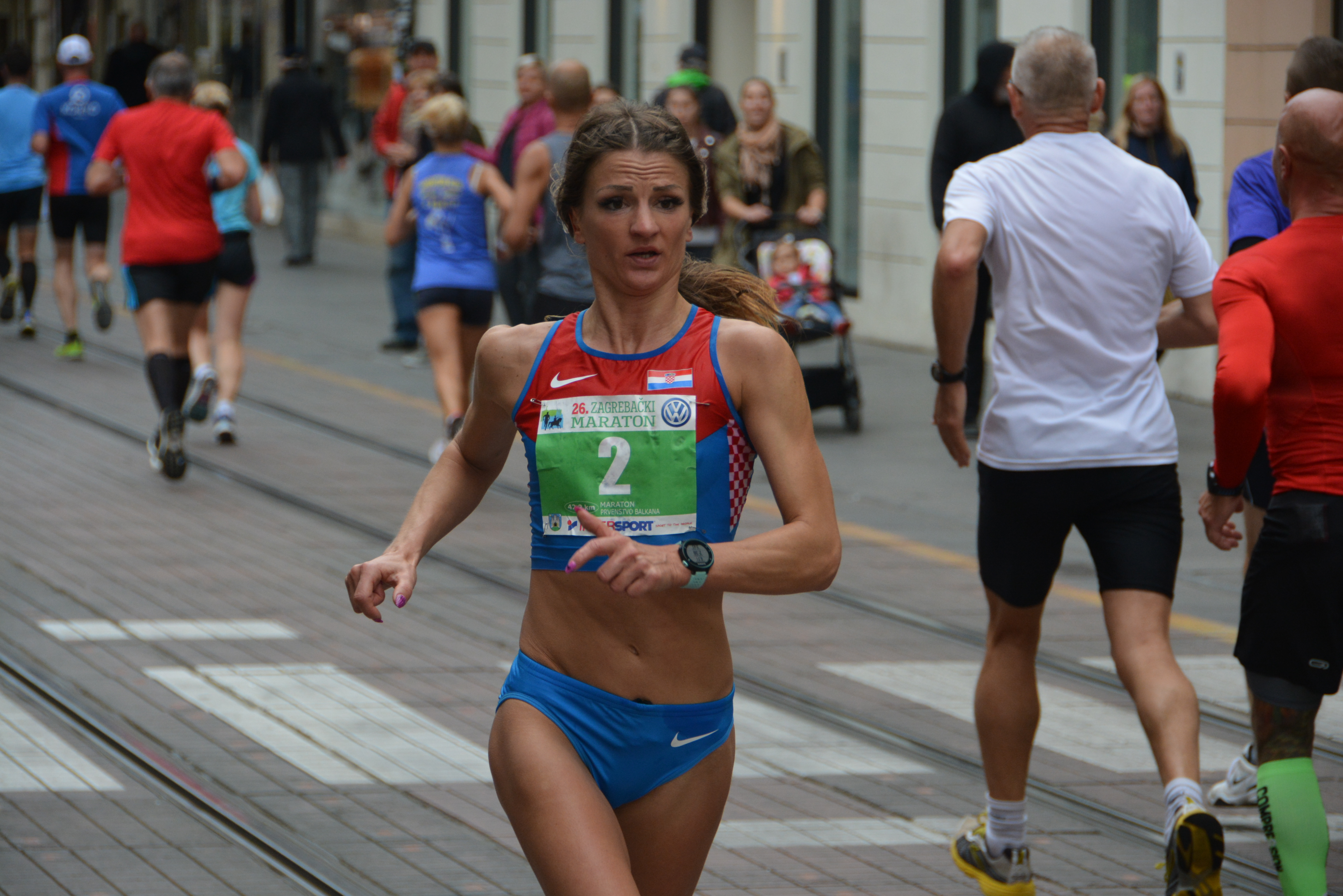
Bojana Bjeljac – Rang zwanzig

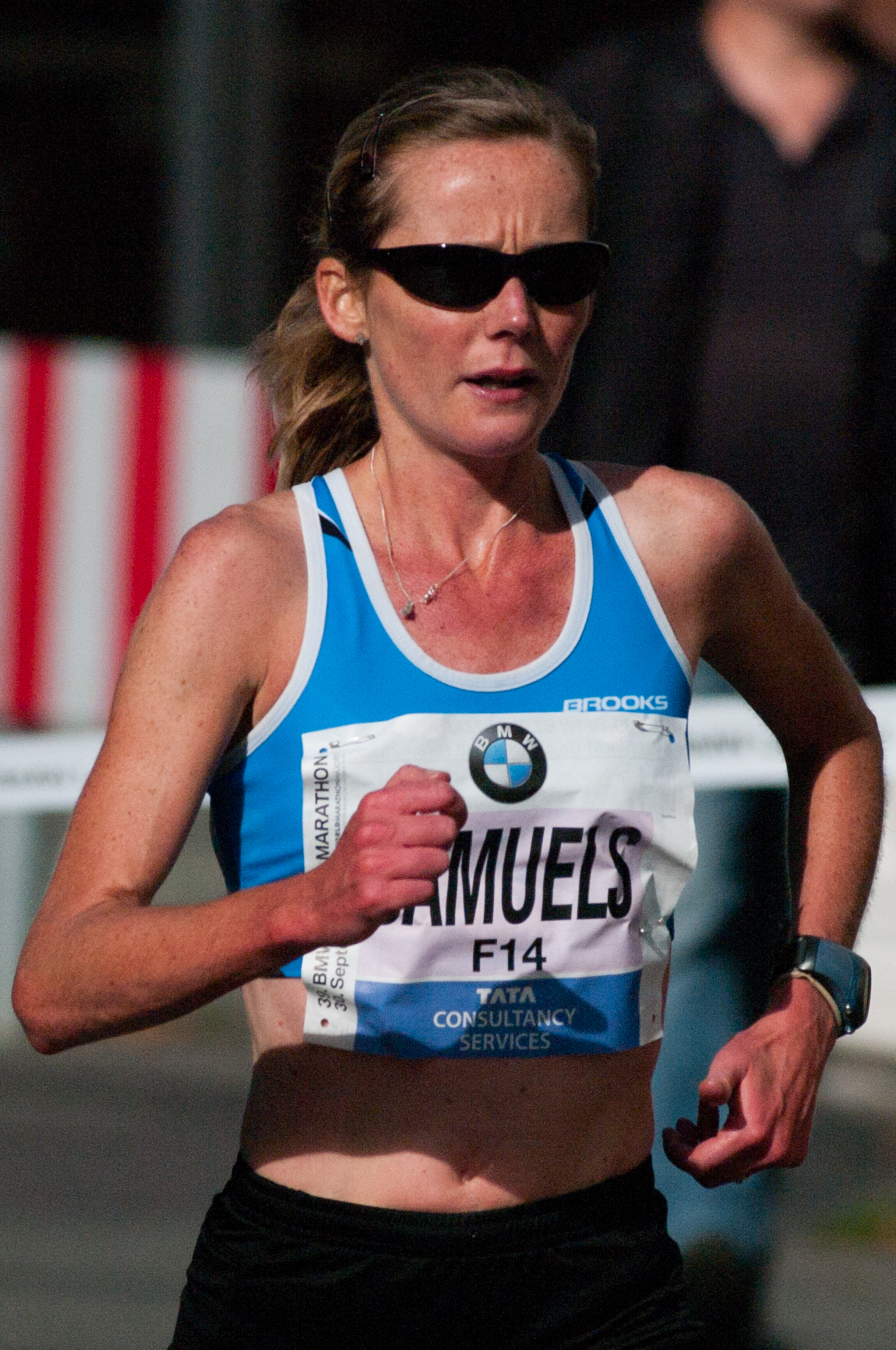
Sonia Samuels – Rang 21
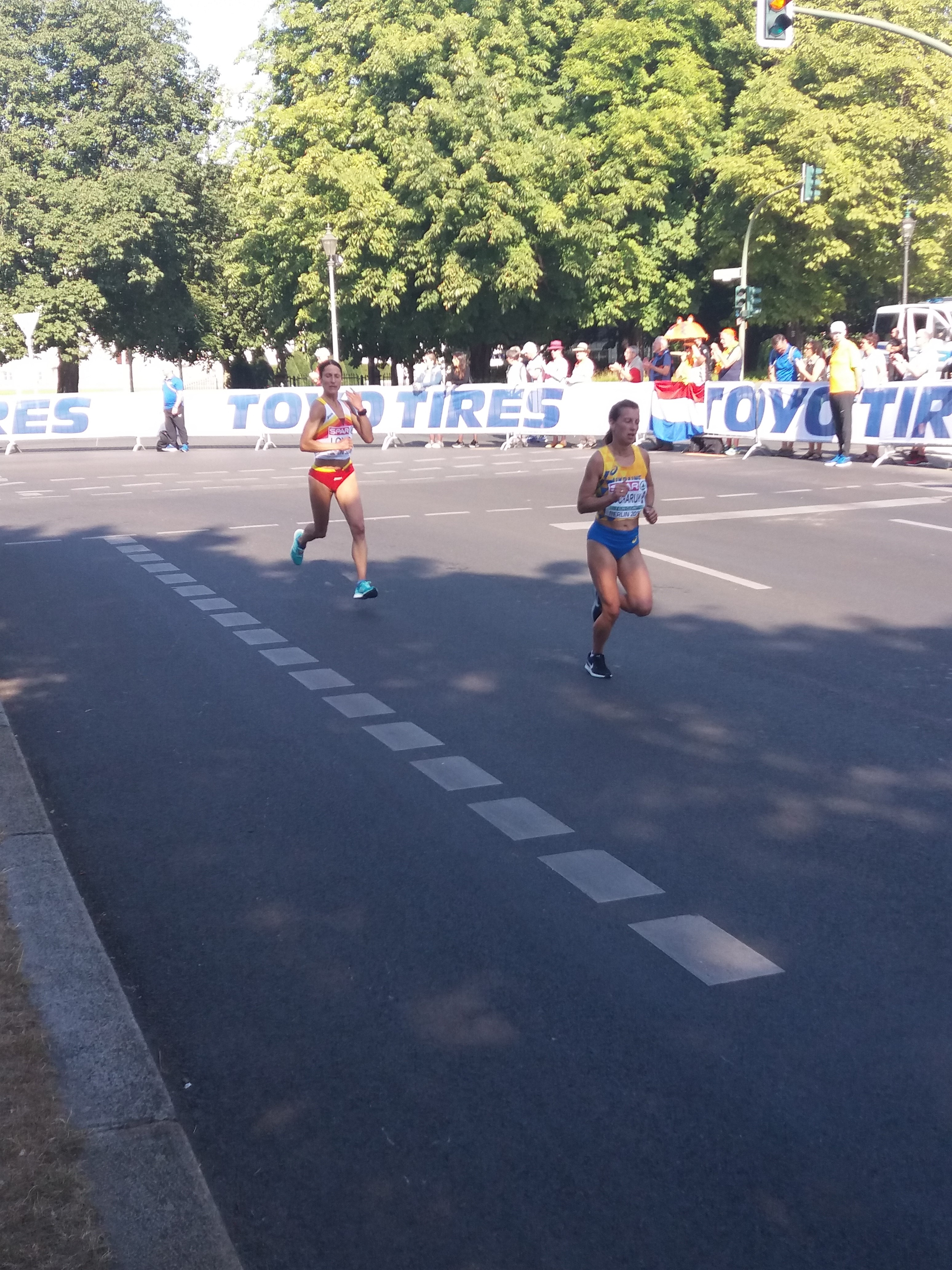
Elena Loyo (links) – Rang 23 / Wjera Owtscharuk (rechts) – Rang 38
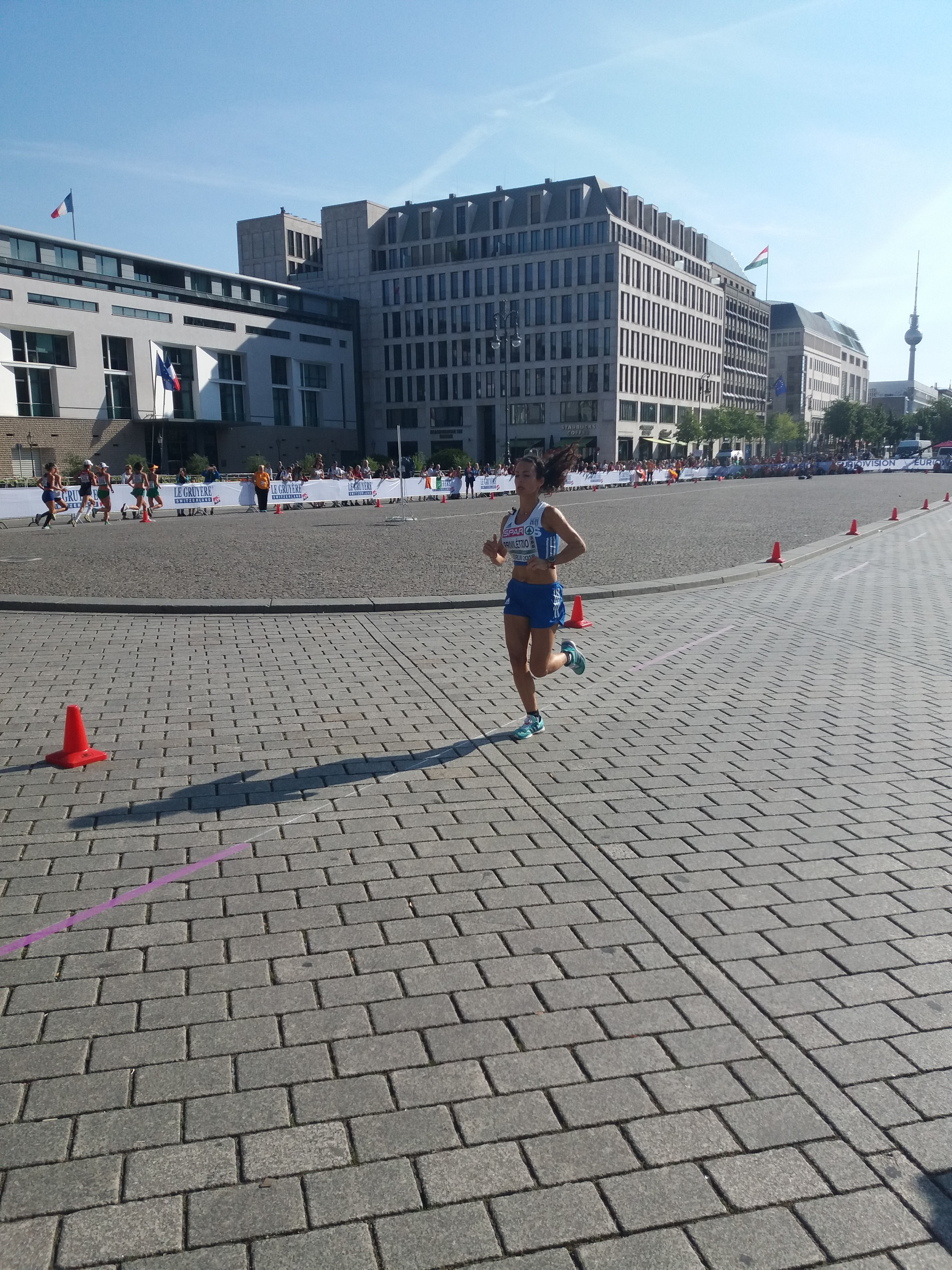
Gloria Priviletzio – Rang 26

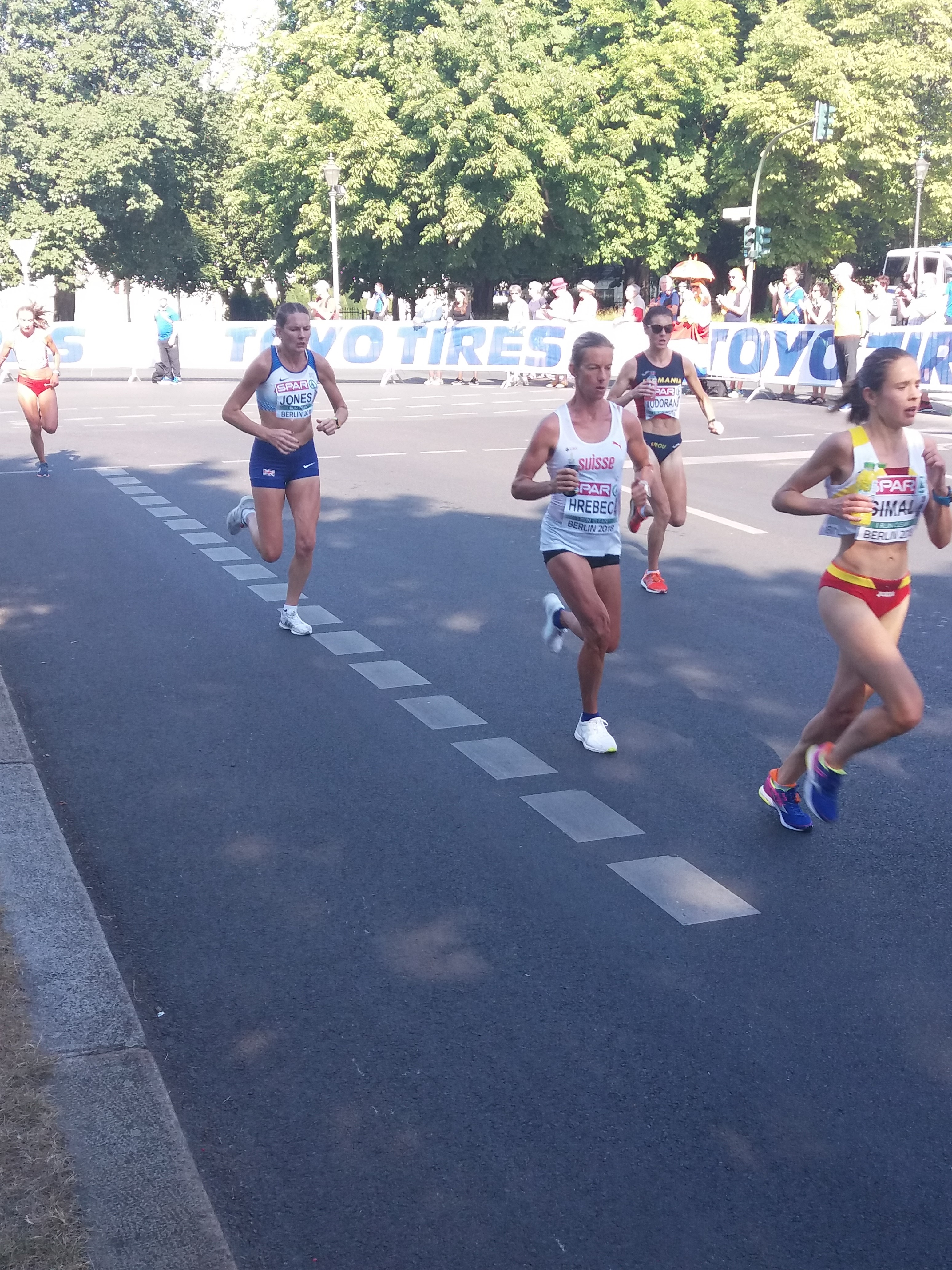
v. l. n. r.: Caryl Jones – Rang dreißig / Laura Hrebec – Rang 28 / Paula Todoran – Rang 42 / Clara Simal – Rennen nicht beendet
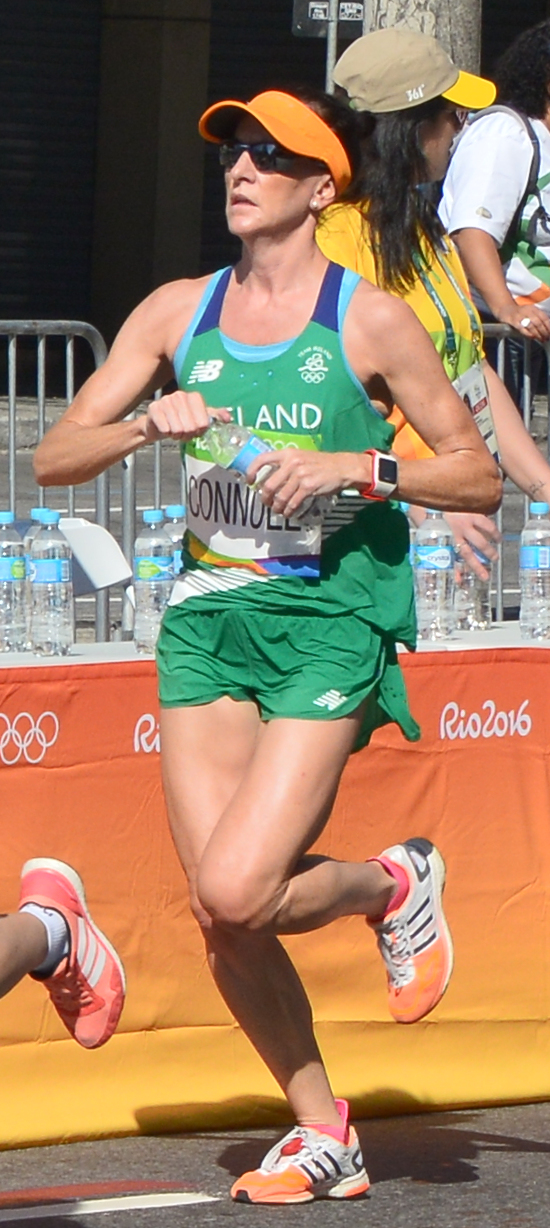
Breege Connolly – Rang 31
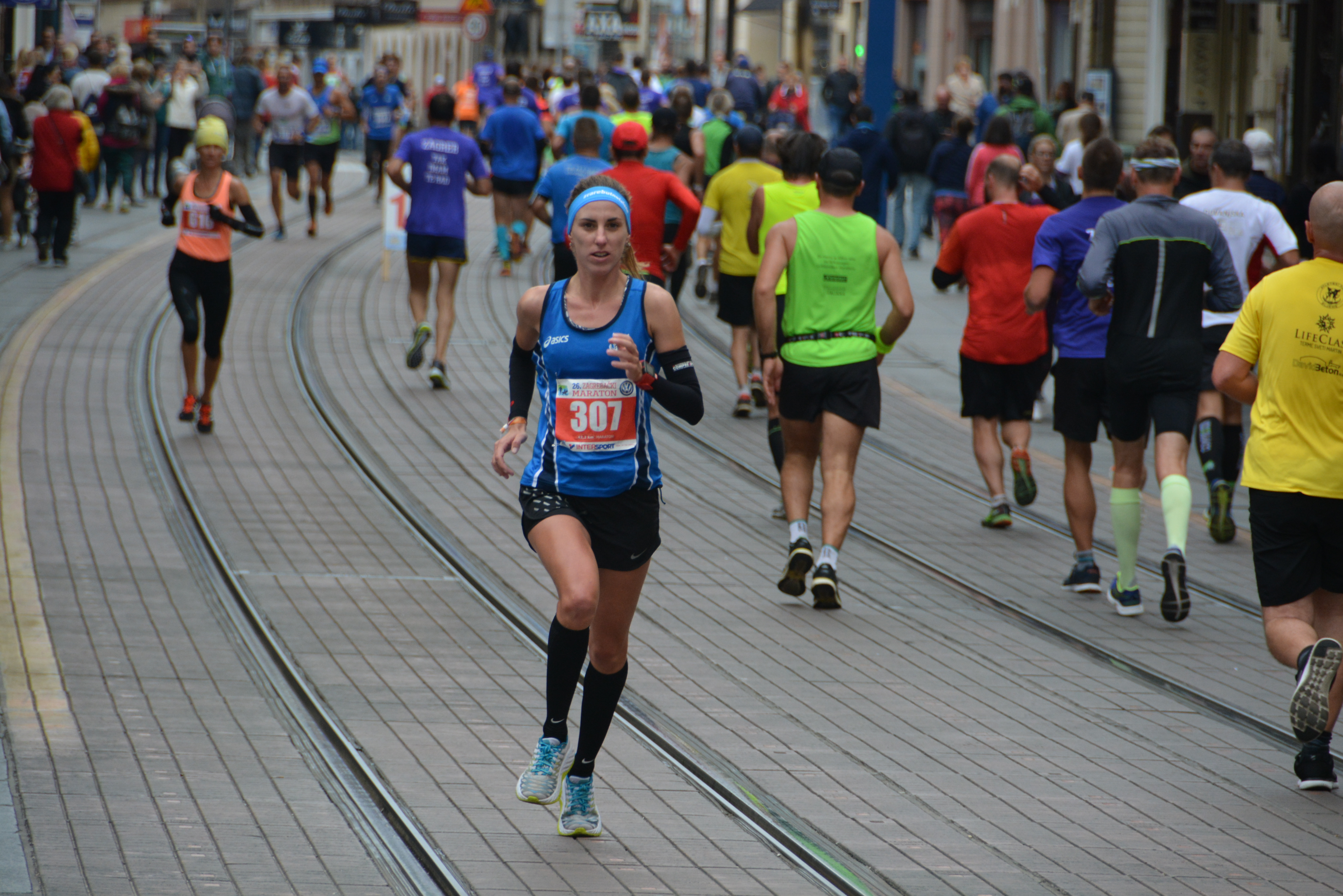
Nikolina Šustić – Rang 34
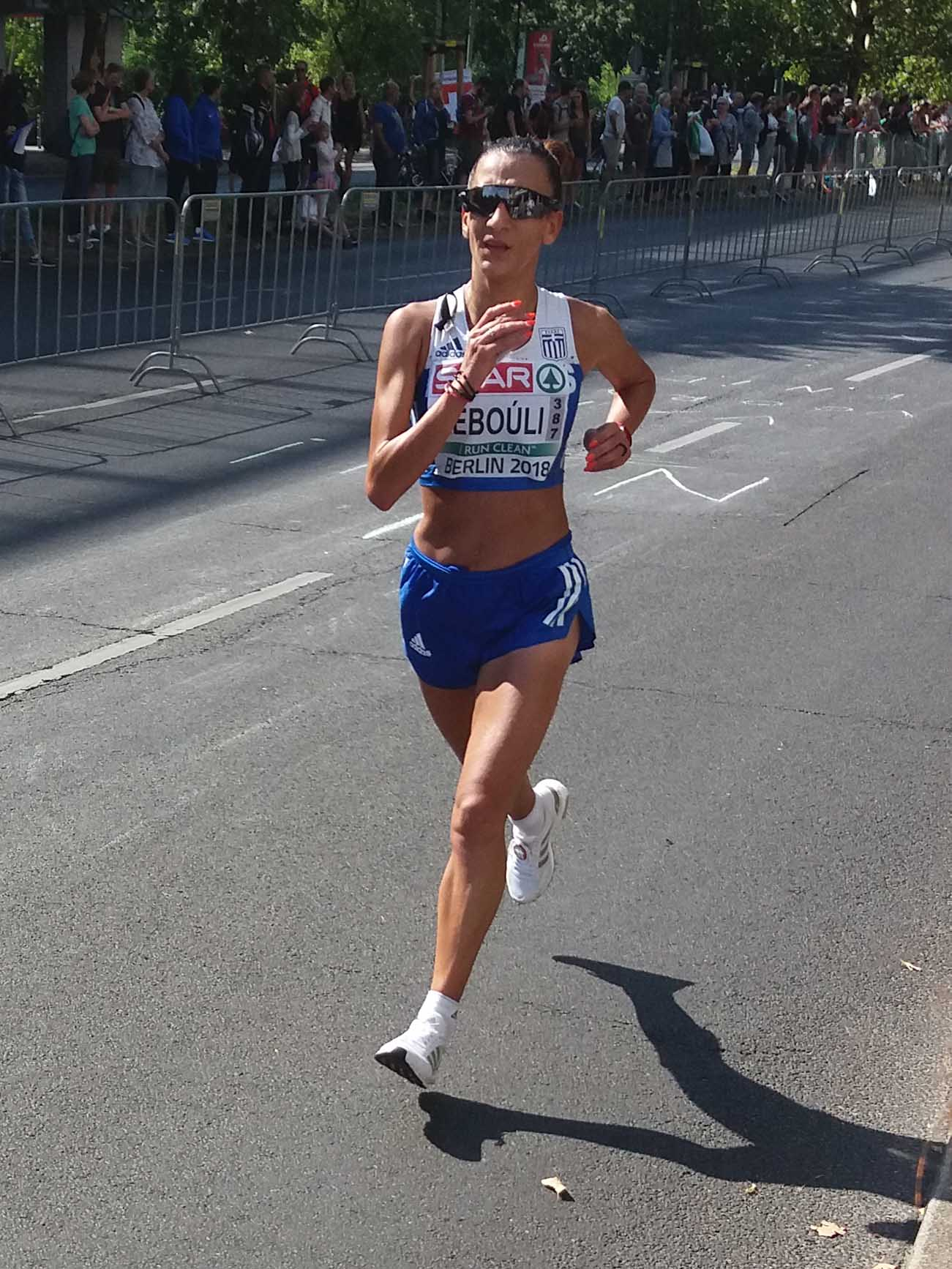
Ourania Rembouli – Rang 36

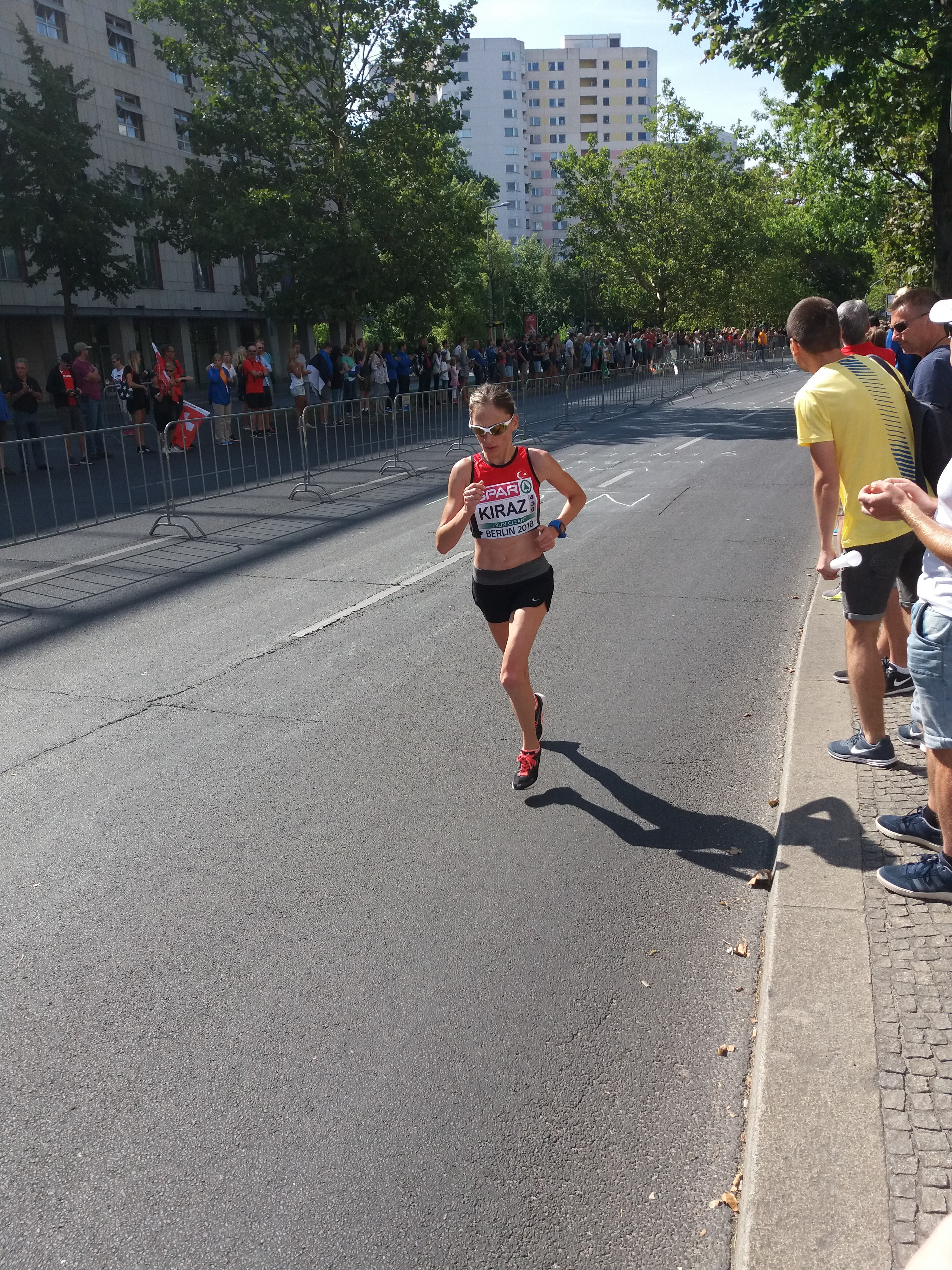
Ümmü Kiraz – Rang 37
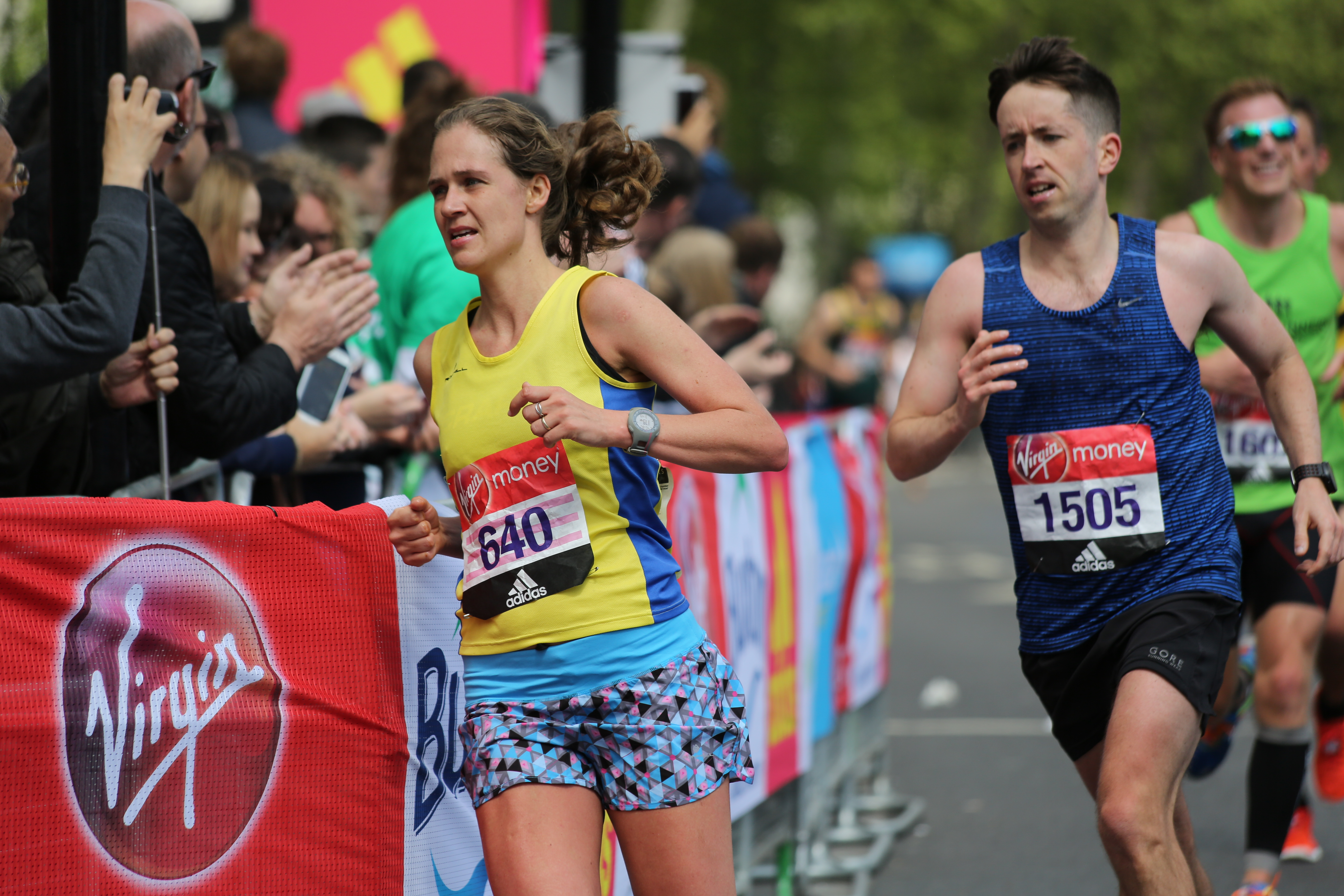
Fanni Gyurkó (links) – Rang vierzig
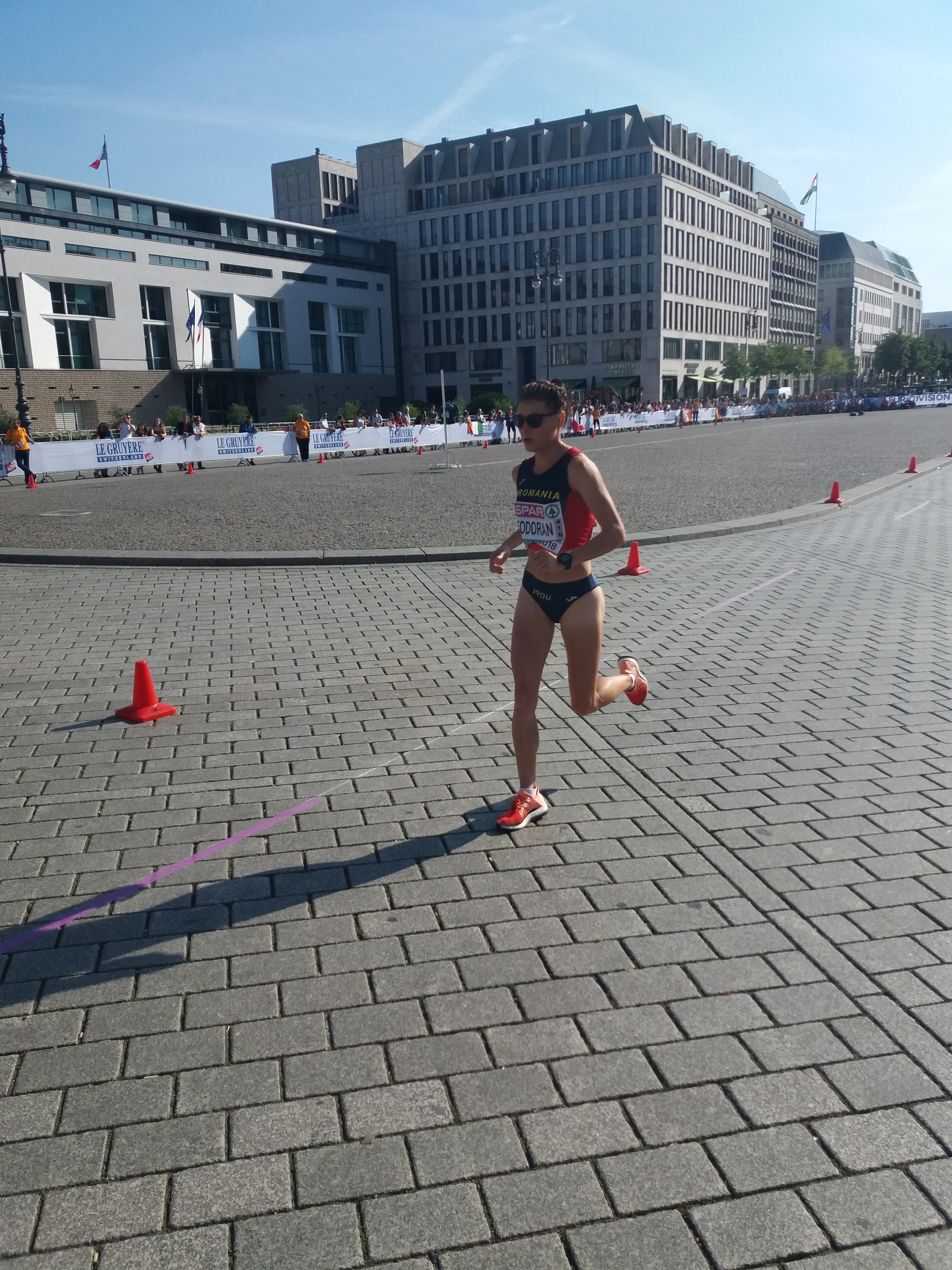
Paula Todoran – Rang 42

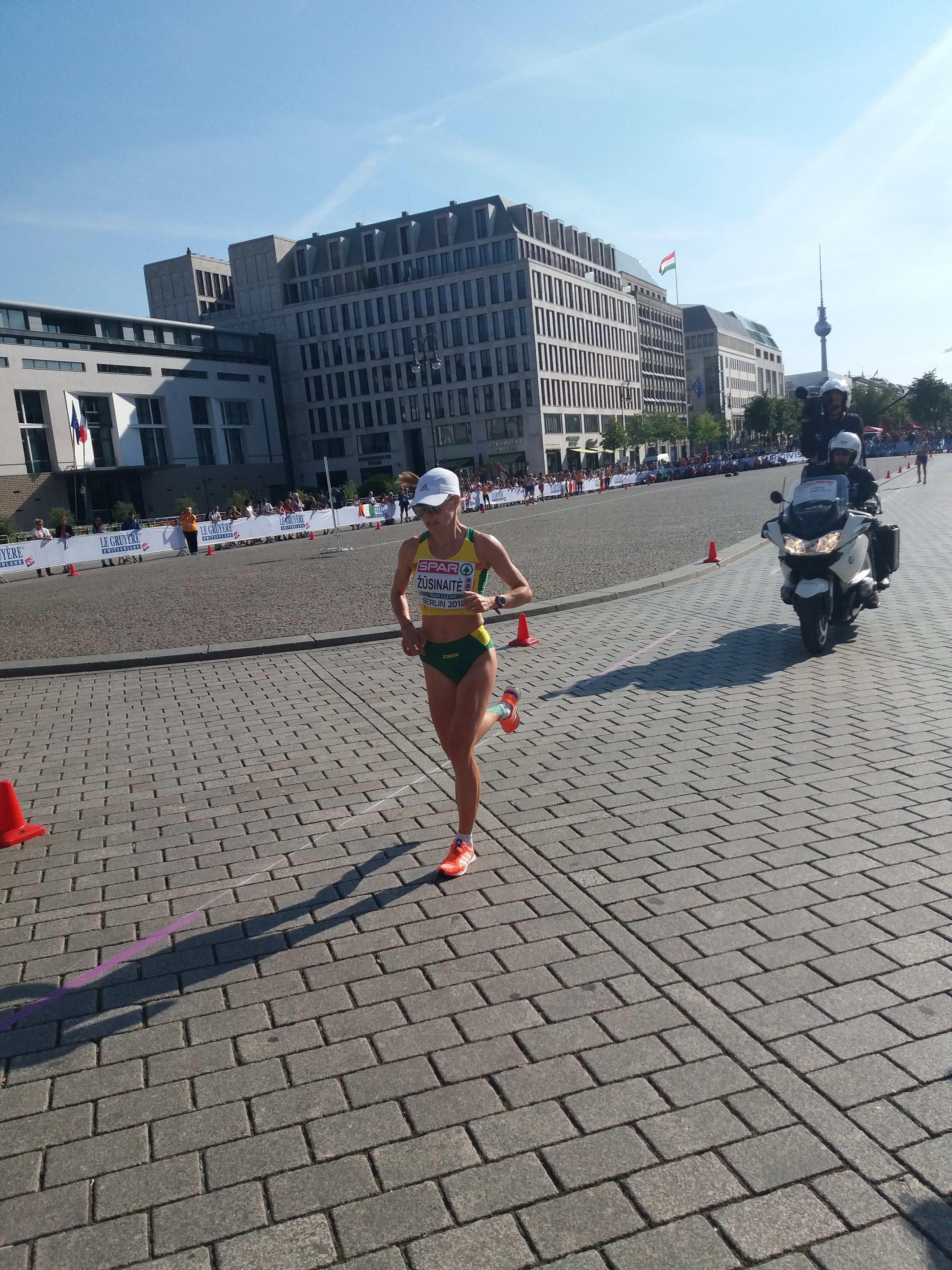
Vaida Žūsinaitė – Rang 43
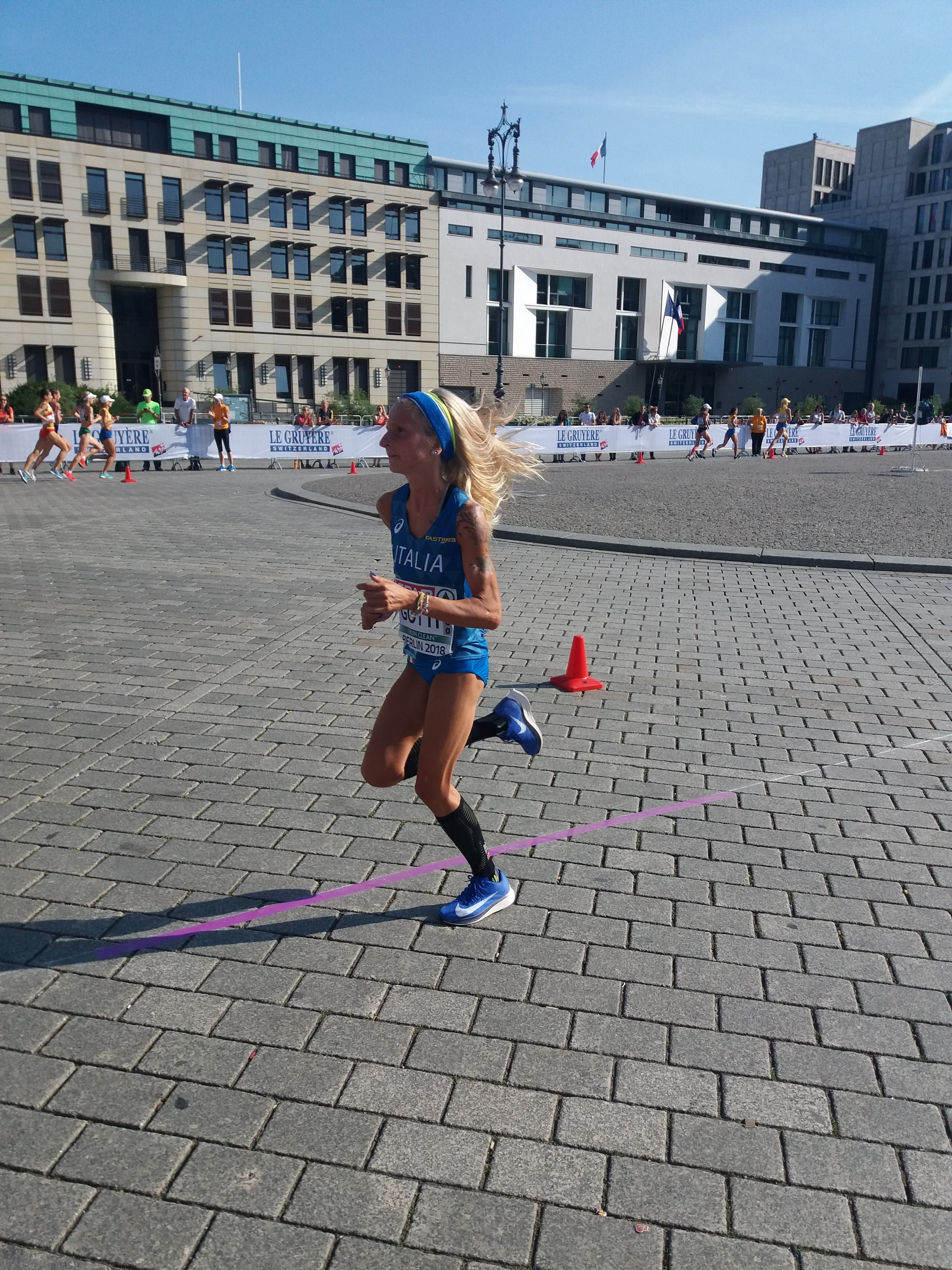
Laura Gotti – Rang 46
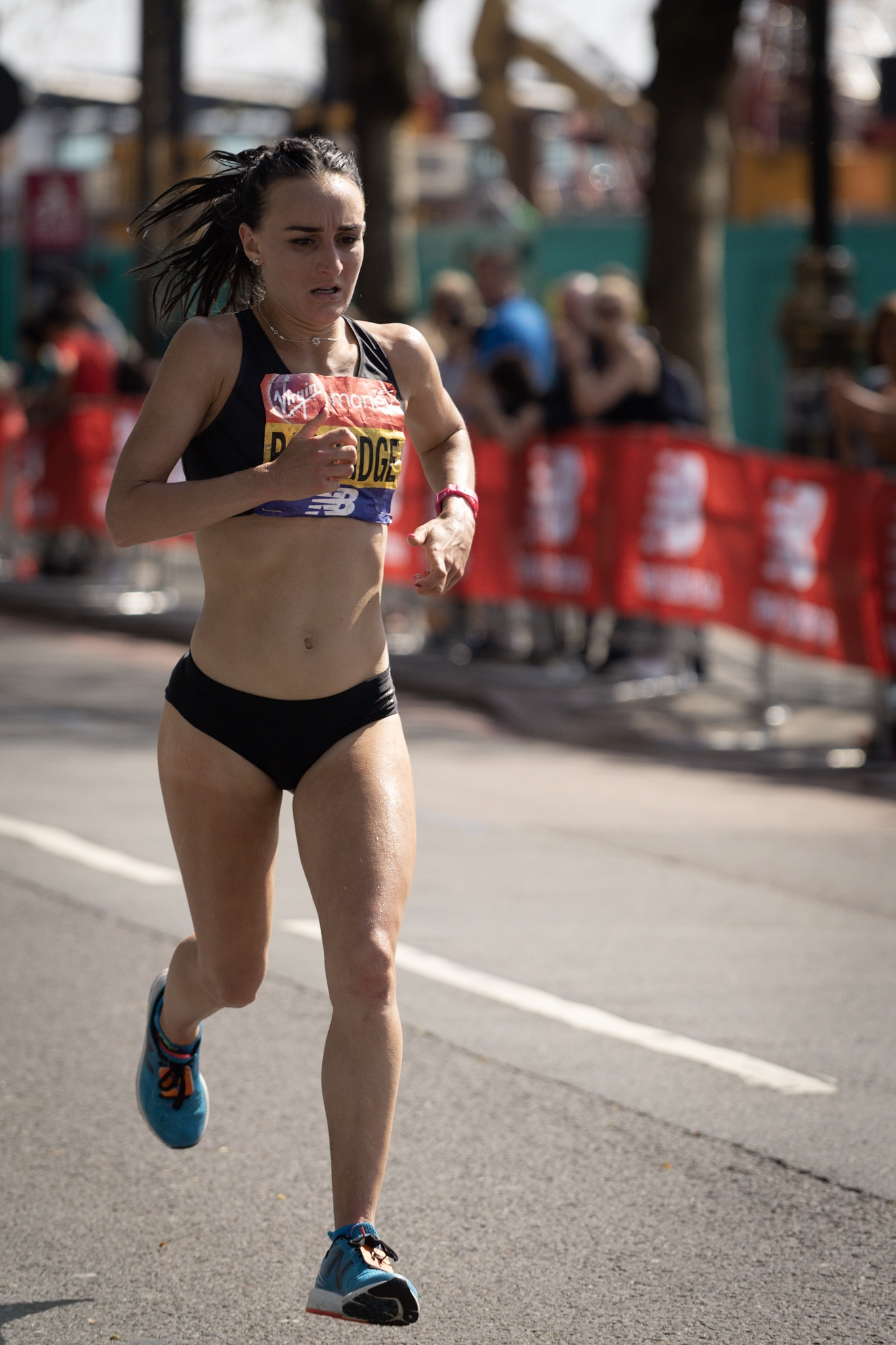
Lily Partridge – Rennen nicht beendet
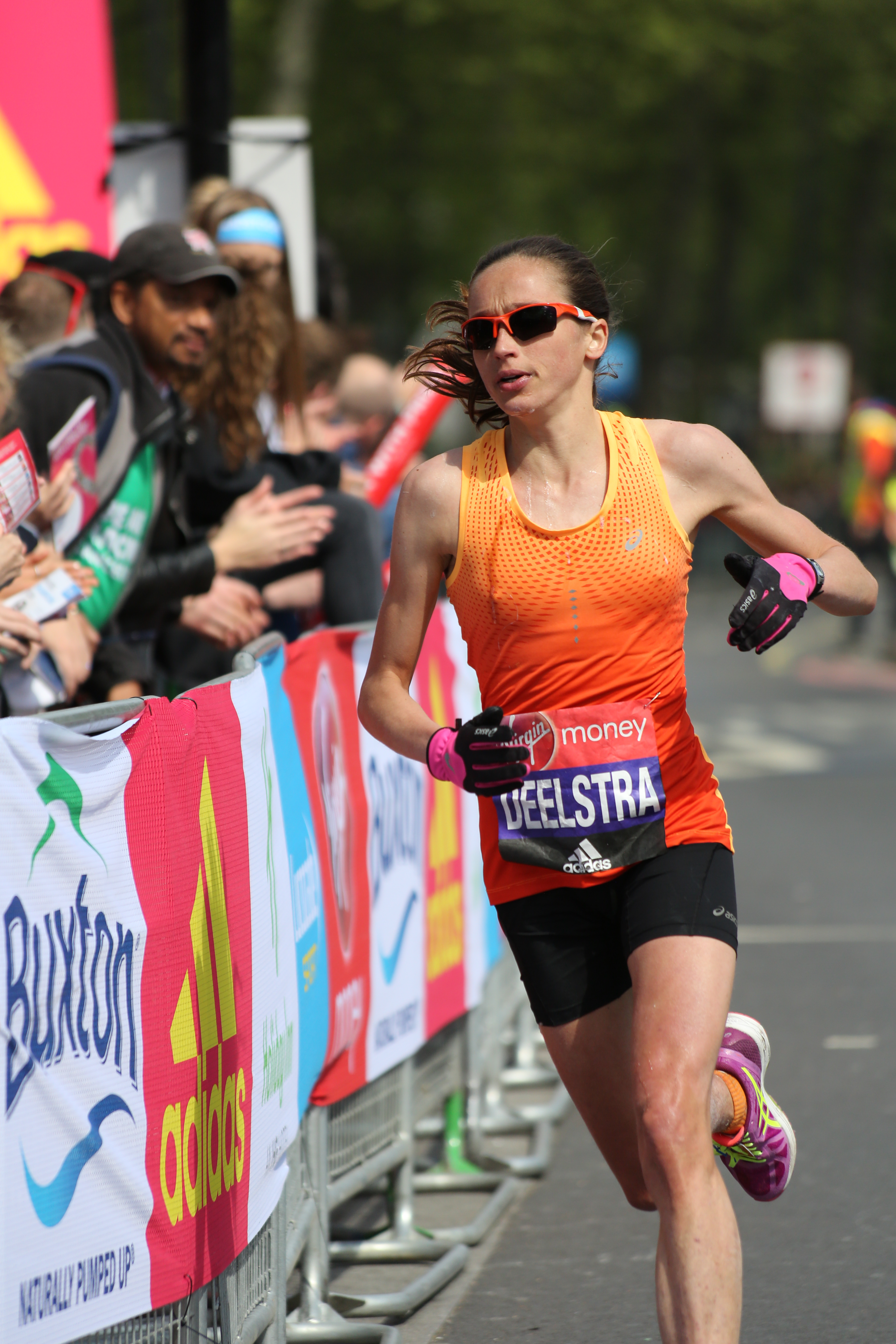
Andrea Deelstra – Rennen nicht beendet

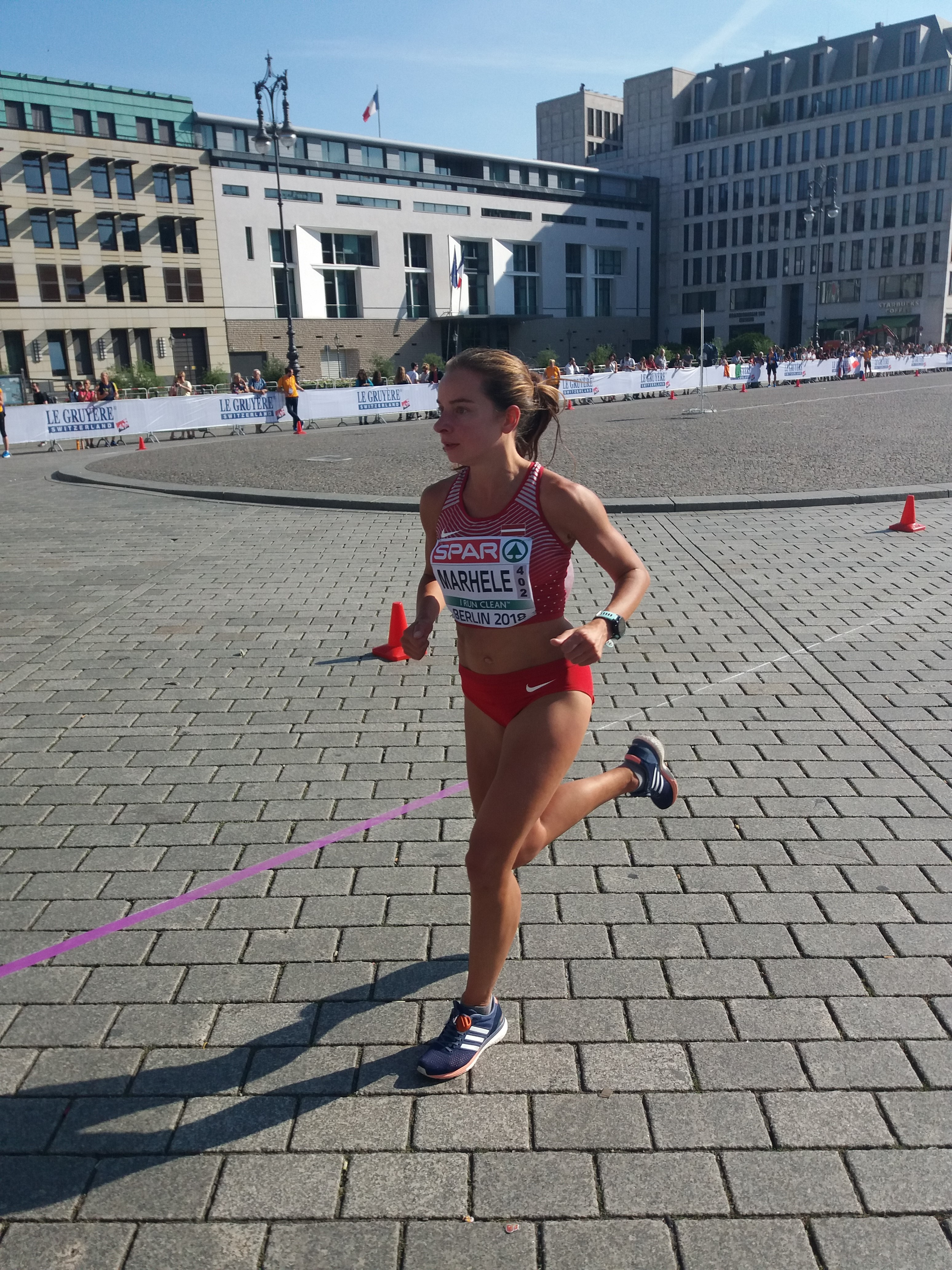
Ilona Marhele – Rennen nicht beendet
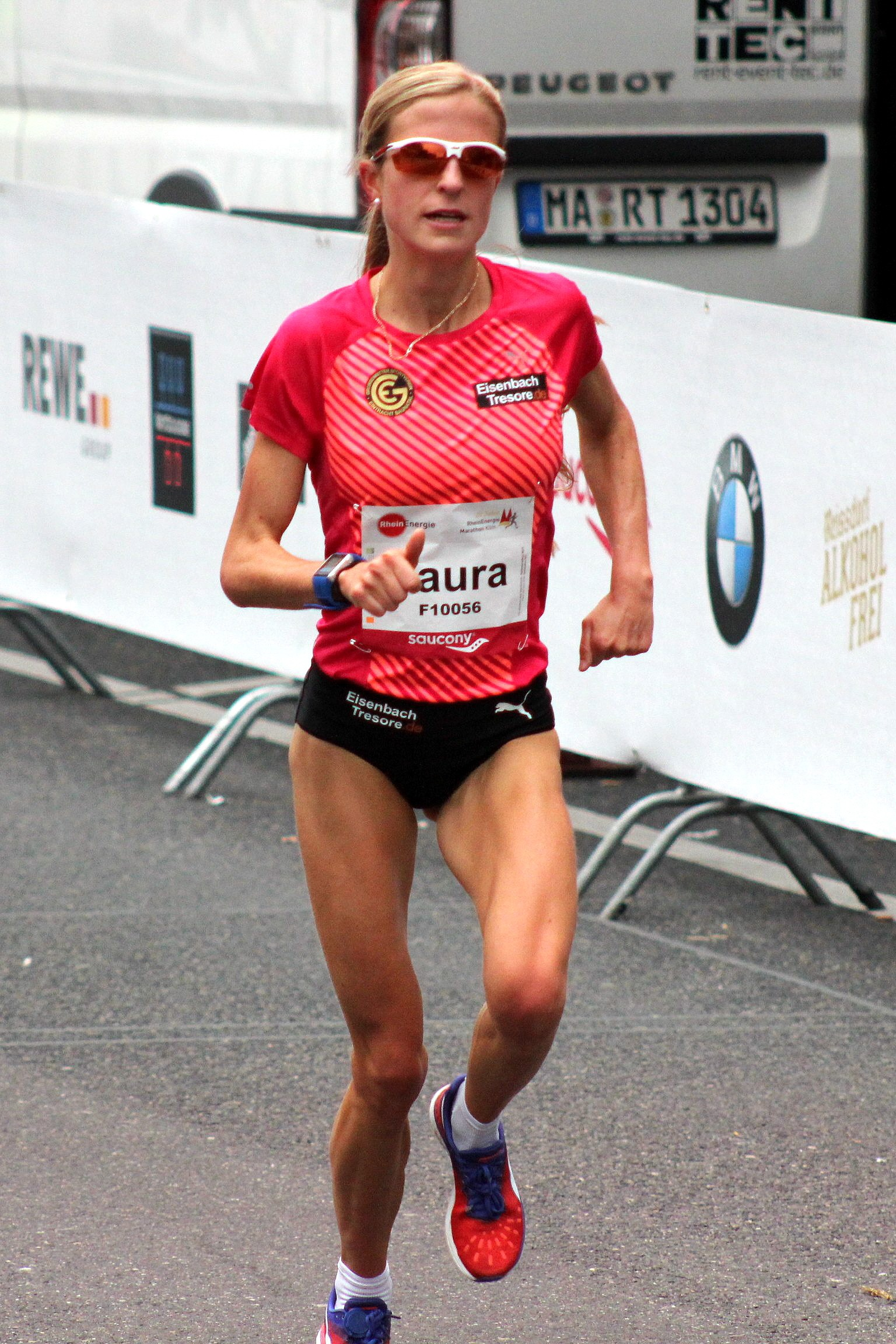
Laura Hottenrott – Rennen nicht beendet
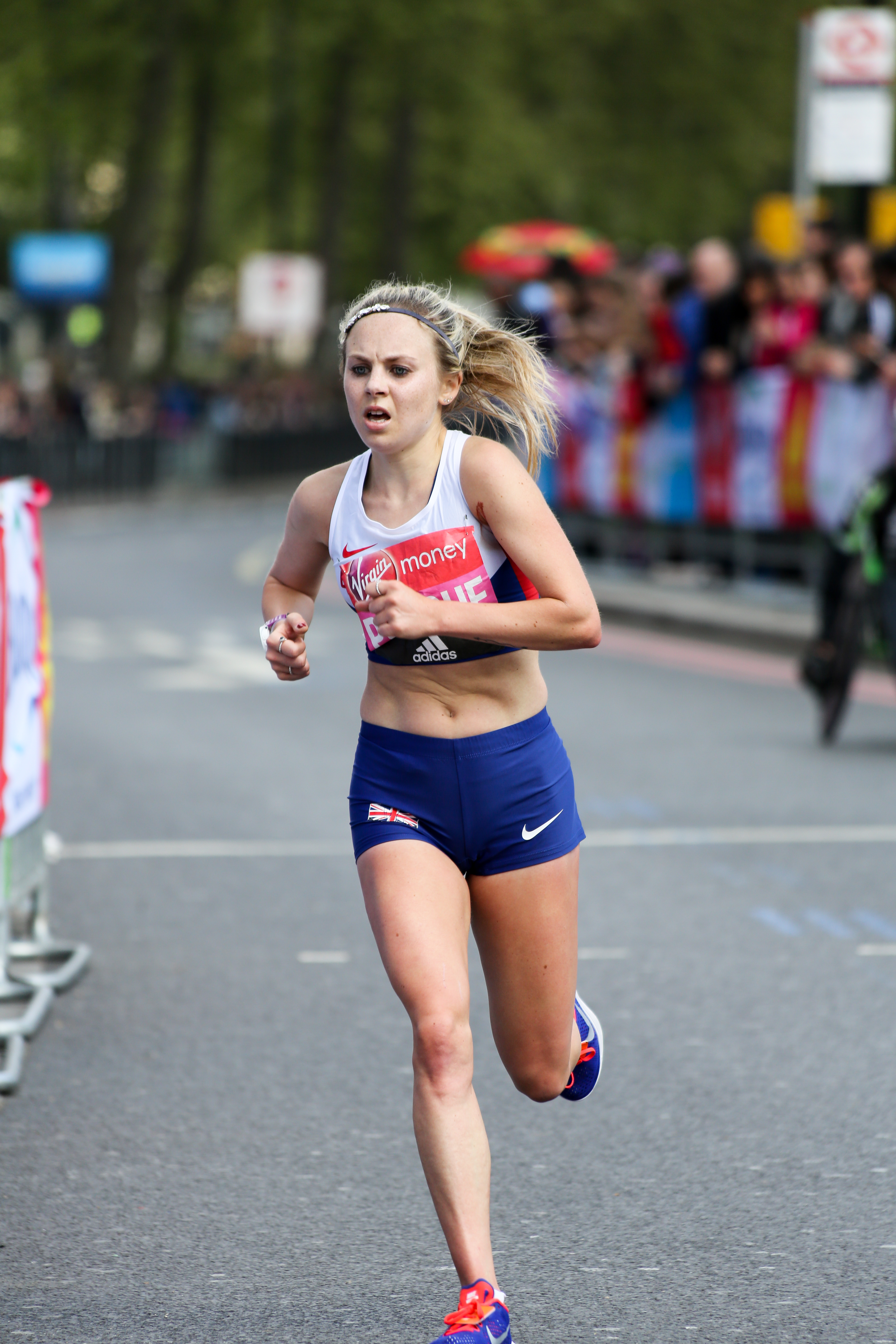
Charlotte Purdue – Rennen nicht beendet